# Leinier Domínguez
Pour les articles homonymes, voir Domínguez.
Leinier Domínguez Pérez, né le 23 septembre 1983 à La Havane, Cuba, est un grand maître international d'échecs cubain installé aux États-Unis. Il est affilié à la fédération américaine depuis décembre 2018. 
Il a participé aux championnats des États-Unis de 2019 et 2020 et joué dans l'équipe des États-Unis lors de la FIDE Online Nations Cup de 2020.
Au 17 novembre 2024, il est le quatrième joueur américain et le douzième joueur mondial avec un classement Elo de 2 741 points.

## Carrière aux échecs

### Champion de Cuba
Dominguez Pérez (en espagnol : Domínguez Pérez) a remporté le championnat de Cuba en 2002, 2003 et 2006 et le  grand Prix FIDE de Thessalonique en 2013.
Au 1er mai 2014, il était le dixième joueur mondial et le 1er cubain, avec un classement Elo de 2 768 points qui constitue son record.

### Tournois individuels
Il obtient son meilleur résultat en tournoi à Barcelone en 2006, finissant premier avec 8/9 devant Vassili Ivantchouk et une performance Elo de 2 932.
En 2008, il remporte le tournoi CPA, le 43e tournoi mémorial Capablanca et le Festival d'échecs de Bienne devant Magnus Carlsen.
Le 8 novembre 2008, il remporte le championnat du monde de blitz qui se tient à Almaty au Kazakhstan avec 11,5 sur 15, devant Vassili Ivantchouk, Peter Svidler, Aleksandr Grichtchouk et de nombreux autres grands maîtres de premier plan.
En mai-juin 2013, Leinier Dominguez (en espagnol : Domínguez) remporte le grand Prix FIDE de Thessalonique (tournoi de catégorie 21) avec 8 points sur 11 et une performance Elo de 2 926 points.
En 2016, il finit 2e-4e du tournoi de Dortmund, ex æquo avec Kramnik et Caruana.
En 2019, il termine deuxième du championnat des États-Unis d'échecs, ex aequo avec Caruana.
Il gagne le tournoi de Dortmund, qui a eu lieu entre le 13 et 21 juillet 2019.

### Championnats du monde FIDE
Au championnat du monde 2004, Leinier Domínguez atteint les quarts de finale, et y est défait par Teimour Radjabov aux parties de départage.
| Année | Lieu    | Résultat                         | Ultime adversaire | Adversaires battus                                                      |
| ----- | ------- | -------------------------------- | ----------------- | ----------------------------------------------------------------------- |
| 2001  | Moscou  | deuxième tour                    | Boris Guelfand    | Pavel Kotsour                                                           |
| 2004  | Tripoli | quart de finale (cinquième tour) | Teimour Radjabov  | Ernesto Inarkiev, Vladimir Malakhov, Vladislav Tkachiev, Alekseï Dreïev |

### Coupes du monde
Lors de la coupe du monde 2023, Leinier Domínguez atteint les quarts de finale, et y est défait par Fabiano Caruana.
| Année | Lieu                             | Résultat                            | Ultime adversaire      | Adversaires battus                                               |
| ----- | -------------------------------- | ----------------------------------- | ---------------------- | ---------------------------------------------------------------- |
| 2007  | Khanty-Mansiïsk (coupe du monde) | troisième tour                      | Magnus Carlsen         | Alekseï Iliouchine, David Baramidze                              |
| 2009  | Khanty-Mansiïsk (coupe du monde) | deuxième tour                       | Fabiano Caruana        | David Smerdon                                                    |
| 2011  | Khanty-Mansiïsk (coupe du monde) | quatrième tour (huitième de finale) | Judit Polgár           | Elshan Moradi, Viktor Bologan Igor Lyssy                         |
| 2013  | Tromsø                           | troisième tour                      | Maxime Vachier-Lagrave | Essam El-Gindy, Alexander Onischuk                               |
| 2015  | Bakou                            | troisième tour                      | Michael Adams          | Federico Pérez Ponsa, Hrant Melkoumian                           |
| 2019  | Khanty-Mansiïsk                  | quatrième tour (huitième de finale) | Aleksandr Grichtchouk  | Alder Escobar Forero, Nidjat Abassov Wang Hao                    |
| 2021  | Sotchi                           | deuxième tour                       | Jahongir Vakhidov      | (exempt au premier tour)                                         |
| 2023  | Bakou                            | quart de finale                     | Fabiano Caruana        | Igor Janik, Gadir Gousseinov, Radosław Wojtaszek, Alekseï Sarana |

## Une partie remarquable
|   | a | b | c | d | e | f | g | h |   |
| 8 | Tour noire sur case blanche c8 · Dame noire sur case noire d8 · Roi noir sur case blanche e8 · Fou noir sur case noire f8 · Tour noire sur case noire h8 · Pion noir sur case blanche f7 · Pion noir sur case noire g7 · Pion noir sur case blanche h7 · Pion noir sur case blanche a6 · Cavalier noir sur case noire b6 · Pion noir sur case noire d6 · Fou noir sur case blanche e6 · Cavalier noir sur case noire f6 · Pion noir sur case noire e5 · Pion blanc sur case noire g5 · Pion noir sur case noire b4 · Pion blanc sur case blanche e4 · Cavalier blanc sur case blanche b3 · Cavalier blanc sur case noire c3 · Fou blanc sur case noire e3 · Pion blanc sur case blanche f3 · Pion blanc sur case blanche a2 · Pion blanc sur case noire b2 · Pion blanc sur case blanche c2 · Dame blanche sur case noire d2 · Pion blanc sur case noire h2 · Roi blanc sur case noire c1 · Tour blanche sur case blanche d1 · Fou blanc sur case blanche f1 · Tour blanche sur case blanche h1 | Tour noire sur case blanche c8 · Dame noire sur case noire d8 · Roi noir sur case blanche e8 · Fou noir sur case noire f8 · Tour noire sur case noire h8 · Pion noir sur case blanche f7 · Pion noir sur case noire g7 · Pion noir sur case blanche h7 · Pion noir sur case blanche a6 · Cavalier noir sur case noire b6 · Pion noir sur case noire d6 · Fou noir sur case blanche e6 · Cavalier noir sur case noire f6 · Pion noir sur case noire e5 · Pion blanc sur case noire g5 · Pion noir sur case noire b4 · Pion blanc sur case blanche e4 · Cavalier blanc sur case blanche b3 · Cavalier blanc sur case noire c3 · Fou blanc sur case noire e3 · Pion blanc sur case blanche f3 · Pion blanc sur case blanche a2 · Pion blanc sur case noire b2 · Pion blanc sur case blanche c2 · Dame blanche sur case noire d2 · Pion blanc sur case noire h2 · Roi blanc sur case noire c1 · Tour blanche sur case blanche d1 · Fou blanc sur case blanche f1 · Tour blanche sur case blanche h1 | Tour noire sur case blanche c8 · Dame noire sur case noire d8 · Roi noir sur case blanche e8 · Fou noir sur case noire f8 · Tour noire sur case noire h8 · Pion noir sur case blanche f7 · Pion noir sur case noire g7 · Pion noir sur case blanche h7 · Pion noir sur case blanche a6 · Cavalier noir sur case noire b6 · Pion noir sur case noire d6 · Fou noir sur case blanche e6 · Cavalier noir sur case noire f6 · Pion noir sur case noire e5 · Pion blanc sur case noire g5 · Pion noir sur case noire b4 · Pion blanc sur case blanche e4 · Cavalier blanc sur case blanche b3 · Cavalier blanc sur case noire c3 · Fou blanc sur case noire e3 · Pion blanc sur case blanche f3 · Pion blanc sur case blanche a2 · Pion blanc sur case noire b2 · Pion blanc sur case blanche c2 · Dame blanche sur case noire d2 · Pion blanc sur case noire h2 · Roi blanc sur case noire c1 · Tour blanche sur case blanche d1 · Fou blanc sur case blanche f1 · Tour blanche sur case blanche h1 | Tour noire sur case blanche c8 · Dame noire sur case noire d8 · Roi noir sur case blanche e8 · Fou noir sur case noire f8 · Tour noire sur case noire h8 · Pion noir sur case blanche f7 · Pion noir sur case noire g7 · Pion noir sur case blanche h7 · Pion noir sur case blanche a6 · Cavalier noir sur case noire b6 · Pion noir sur case noire d6 · Fou noir sur case blanche e6 · Cavalier noir sur case noire f6 · Pion noir sur case noire e5 · Pion blanc sur case noire g5 · Pion noir sur case noire b4 · Pion blanc sur case blanche e4 · Cavalier blanc sur case blanche b3 · Cavalier blanc sur case noire c3 · Fou blanc sur case noire e3 · Pion blanc sur case blanche f3 · Pion blanc sur case blanche a2 · Pion blanc sur case noire b2 · Pion blanc sur case blanche c2 · Dame blanche sur case noire d2 · Pion blanc sur case noire h2 · Roi blanc sur case noire c1 · Tour blanche sur case blanche d1 · Fou blanc sur case blanche f1 · Tour blanche sur case blanche h1 | Tour noire sur case blanche c8 · Dame noire sur case noire d8 · Roi noir sur case blanche e8 · Fou noir sur case noire f8 · Tour noire sur case noire h8 · Pion noir sur case blanche f7 · Pion noir sur case noire g7 · Pion noir sur case blanche h7 · Pion noir sur case blanche a6 · Cavalier noir sur case noire b6 · Pion noir sur case noire d6 · Fou noir sur case blanche e6 · Cavalier noir sur case noire f6 · Pion noir sur case noire e5 · Pion blanc sur case noire g5 · Pion noir sur case noire b4 · Pion blanc sur case blanche e4 · Cavalier blanc sur case blanche b3 · Cavalier blanc sur case noire c3 · Fou blanc sur case noire e3 · Pion blanc sur case blanche f3 · Pion blanc sur case blanche a2 · Pion blanc sur case noire b2 · Pion blanc sur case blanche c2 · Dame blanche sur case noire d2 · Pion blanc sur case noire h2 · Roi blanc sur case noire c1 · Tour blanche sur case blanche d1 · Fou blanc sur case blanche f1 · Tour blanche sur case blanche h1 | Tour noire sur case blanche c8 · Dame noire sur case noire d8 · Roi noir sur case blanche e8 · Fou noir sur case noire f8 · Tour noire sur case noire h8 · Pion noir sur case blanche f7 · Pion noir sur case noire g7 · Pion noir sur case blanche h7 · Pion noir sur case blanche a6 · Cavalier noir sur case noire b6 · Pion noir sur case noire d6 · Fou noir sur case blanche e6 · Cavalier noir sur case noire f6 · Pion noir sur case noire e5 · Pion blanc sur case noire g5 · Pion noir sur case noire b4 · Pion blanc sur case blanche e4 · Cavalier blanc sur case blanche b3 · Cavalier blanc sur case noire c3 · Fou blanc sur case noire e3 · Pion blanc sur case blanche f3 · Pion blanc sur case blanche a2 · Pion blanc sur case noire b2 · Pion blanc sur case blanche c2 · Dame blanche sur case noire d2 · Pion blanc sur case noire h2 · Roi blanc sur case noire c1 · Tour blanche sur case blanche d1 · Fou blanc sur case blanche f1 · Tour blanche sur case blanche h1 | Tour noire sur case blanche c8 · Dame noire sur case noire d8 · Roi noir sur case blanche e8 · Fou noir sur case noire f8 · Tour noire sur case noire h8 · Pion noir sur case blanche f7 · Pion noir sur case noire g7 · Pion noir sur case blanche h7 · Pion noir sur case blanche a6 · Cavalier noir sur case noire b6 · Pion noir sur case noire d6 · Fou noir sur case blanche e6 · Cavalier noir sur case noire f6 · Pion noir sur case noire e5 · Pion blanc sur case noire g5 · Pion noir sur case noire b4 · Pion blanc sur case blanche e4 · Cavalier blanc sur case blanche b3 · Cavalier blanc sur case noire c3 · Fou blanc sur case noire e3 · Pion blanc sur case blanche f3 · Pion blanc sur case blanche a2 · Pion blanc sur case noire b2 · Pion blanc sur case blanche c2 · Dame blanche sur case noire d2 · Pion blanc sur case noire h2 · Roi blanc sur case noire c1 · Tour blanche sur case blanche d1 · Fou blanc sur case blanche f1 · Tour blanche sur case blanche h1 | Tour noire sur case blanche c8 · Dame noire sur case noire d8 · Roi noir sur case blanche e8 · Fou noir sur case noire f8 · Tour noire sur case noire h8 · Pion noir sur case blanche f7 · Pion noir sur case noire g7 · Pion noir sur case blanche h7 · Pion noir sur case blanche a6 · Cavalier noir sur case noire b6 · Pion noir sur case noire d6 · Fou noir sur case blanche e6 · Cavalier noir sur case noire f6 · Pion noir sur case noire e5 · Pion blanc sur case noire g5 · Pion noir sur case noire b4 · Pion blanc sur case blanche e4 · Cavalier blanc sur case blanche b3 · Cavalier blanc sur case noire c3 · Fou blanc sur case noire e3 · Pion blanc sur case blanche f3 · Pion blanc sur case blanche a2 · Pion blanc sur case noire b2 · Pion blanc sur case blanche c2 · Dame blanche sur case noire d2 · Pion blanc sur case noire h2 · Roi blanc sur case noire c1 · Tour blanche sur case blanche d1 · Fou blanc sur case blanche f1 · Tour blanche sur case blanche h1 | 8 |
| 7 | Tour noire sur case blanche c8 · Dame noire sur case noire d8 · Roi noir sur case blanche e8 · Fou noir sur case noire f8 · Tour noire sur case noire h8 · Pion noir sur case blanche f7 · Pion noir sur case noire g7 · Pion noir sur case blanche h7 · Pion noir sur case blanche a6 · Cavalier noir sur case noire b6 · Pion noir sur case noire d6 · Fou noir sur case blanche e6 · Cavalier noir sur case noire f6 · Pion noir sur case noire e5 · Pion blanc sur case noire g5 · Pion noir sur case noire b4 · Pion blanc sur case blanche e4 · Cavalier blanc sur case blanche b3 · Cavalier blanc sur case noire c3 · Fou blanc sur case noire e3 · Pion blanc sur case blanche f3 · Pion blanc sur case blanche a2 · Pion blanc sur case noire b2 · Pion blanc sur case blanche c2 · Dame blanche sur case noire d2 · Pion blanc sur case noire h2 · Roi blanc sur case noire c1 · Tour blanche sur case blanche d1 · Fou blanc sur case blanche f1 · Tour blanche sur case blanche h1 | Tour noire sur case blanche c8 · Dame noire sur case noire d8 · Roi noir sur case blanche e8 · Fou noir sur case noire f8 · Tour noire sur case noire h8 · Pion noir sur case blanche f7 · Pion noir sur case noire g7 · Pion noir sur case blanche h7 · Pion noir sur case blanche a6 · Cavalier noir sur case noire b6 · Pion noir sur case noire d6 · Fou noir sur case blanche e6 · Cavalier noir sur case noire f6 · Pion noir sur case noire e5 · Pion blanc sur case noire g5 · Pion noir sur case noire b4 · Pion blanc sur case blanche e4 · Cavalier blanc sur case blanche b3 · Cavalier blanc sur case noire c3 · Fou blanc sur case noire e3 · Pion blanc sur case blanche f3 · Pion blanc sur case blanche a2 · Pion blanc sur case noire b2 · Pion blanc sur case blanche c2 · Dame blanche sur case noire d2 · Pion blanc sur case noire h2 · Roi blanc sur case noire c1 · Tour blanche sur case blanche d1 · Fou blanc sur case blanche f1 · Tour blanche sur case blanche h1 | Tour noire sur case blanche c8 · Dame noire sur case noire d8 · Roi noir sur case blanche e8 · Fou noir sur case noire f8 · Tour noire sur case noire h8 · Pion noir sur case blanche f7 · Pion noir sur case noire g7 · Pion noir sur case blanche h7 · Pion noir sur case blanche a6 · Cavalier noir sur case noire b6 · Pion noir sur case noire d6 · Fou noir sur case blanche e6 · Cavalier noir sur case noire f6 · Pion noir sur case noire e5 · Pion blanc sur case noire g5 · Pion noir sur case noire b4 · Pion blanc sur case blanche e4 · Cavalier blanc sur case blanche b3 · Cavalier blanc sur case noire c3 · Fou blanc sur case noire e3 · Pion blanc sur case blanche f3 · Pion blanc sur case blanche a2 · Pion blanc sur case noire b2 · Pion blanc sur case blanche c2 · Dame blanche sur case noire d2 · Pion blanc sur case noire h2 · Roi blanc sur case noire c1 · Tour blanche sur case blanche d1 · Fou blanc sur case blanche f1 · Tour blanche sur case blanche h1 | Tour noire sur case blanche c8 · Dame noire sur case noire d8 · Roi noir sur case blanche e8 · Fou noir sur case noire f8 · Tour noire sur case noire h8 · Pion noir sur case blanche f7 · Pion noir sur case noire g7 · Pion noir sur case blanche h7 · Pion noir sur case blanche a6 · Cavalier noir sur case noire b6 · Pion noir sur case noire d6 · Fou noir sur case blanche e6 · Cavalier noir sur case noire f6 · Pion noir sur case noire e5 · Pion blanc sur case noire g5 · Pion noir sur case noire b4 · Pion blanc sur case blanche e4 · Cavalier blanc sur case blanche b3 · Cavalier blanc sur case noire c3 · Fou blanc sur case noire e3 · Pion blanc sur case blanche f3 · Pion blanc sur case blanche a2 · Pion blanc sur case noire b2 · Pion blanc sur case blanche c2 · Dame blanche sur case noire d2 · Pion blanc sur case noire h2 · Roi blanc sur case noire c1 · Tour blanche sur case blanche d1 · Fou blanc sur case blanche f1 · Tour blanche sur case blanche h1 | Tour noire sur case blanche c8 · Dame noire sur case noire d8 · Roi noir sur case blanche e8 · Fou noir sur case noire f8 · Tour noire sur case noire h8 · Pion noir sur case blanche f7 · Pion noir sur case noire g7 · Pion noir sur case blanche h7 · Pion noir sur case blanche a6 · Cavalier noir sur case noire b6 · Pion noir sur case noire d6 · Fou noir sur case blanche e6 · Cavalier noir sur case noire f6 · Pion noir sur case noire e5 · Pion blanc sur case noire g5 · Pion noir sur case noire b4 · Pion blanc sur case blanche e4 · Cavalier blanc sur case blanche b3 · Cavalier blanc sur case noire c3 · Fou blanc sur case noire e3 · Pion blanc sur case blanche f3 · Pion blanc sur case blanche a2 · Pion blanc sur case noire b2 · Pion blanc sur case blanche c2 · Dame blanche sur case noire d2 · Pion blanc sur case noire h2 · Roi blanc sur case noire c1 · Tour blanche sur case blanche d1 · Fou blanc sur case blanche f1 · Tour blanche sur case blanche h1 | Tour noire sur case blanche c8 · Dame noire sur case noire d8 · Roi noir sur case blanche e8 · Fou noir sur case noire f8 · Tour noire sur case noire h8 · Pion noir sur case blanche f7 · Pion noir sur case noire g7 · Pion noir sur case blanche h7 · Pion noir sur case blanche a6 · Cavalier noir sur case noire b6 · Pion noir sur case noire d6 · Fou noir sur case blanche e6 · Cavalier noir sur case noire f6 · Pion noir sur case noire e5 · Pion blanc sur case noire g5 · Pion noir sur case noire b4 · Pion blanc sur case blanche e4 · Cavalier blanc sur case blanche b3 · Cavalier blanc sur case noire c3 · Fou blanc sur case noire e3 · Pion blanc sur case blanche f3 · Pion blanc sur case blanche a2 · Pion blanc sur case noire b2 · Pion blanc sur case blanche c2 · Dame blanche sur case noire d2 · Pion blanc sur case noire h2 · Roi blanc sur case noire c1 · Tour blanche sur case blanche d1 · Fou blanc sur case blanche f1 · Tour blanche sur case blanche h1 | Tour noire sur case blanche c8 · Dame noire sur case noire d8 · Roi noir sur case blanche e8 · Fou noir sur case noire f8 · Tour noire sur case noire h8 · Pion noir sur case blanche f7 · Pion noir sur case noire g7 · Pion noir sur case blanche h7 · Pion noir sur case blanche a6 · Cavalier noir sur case noire b6 · Pion noir sur case noire d6 · Fou noir sur case blanche e6 · Cavalier noir sur case noire f6 · Pion noir sur case noire e5 · Pion blanc sur case noire g5 · Pion noir sur case noire b4 · Pion blanc sur case blanche e4 · Cavalier blanc sur case blanche b3 · Cavalier blanc sur case noire c3 · Fou blanc sur case noire e3 · Pion blanc sur case blanche f3 · Pion blanc sur case blanche a2 · Pion blanc sur case noire b2 · Pion blanc sur case blanche c2 · Dame blanche sur case noire d2 · Pion blanc sur case noire h2 · Roi blanc sur case noire c1 · Tour blanche sur case blanche d1 · Fou blanc sur case blanche f1 · Tour blanche sur case blanche h1 | Tour noire sur case blanche c8 · Dame noire sur case noire d8 · Roi noir sur case blanche e8 · Fou noir sur case noire f8 · Tour noire sur case noire h8 · Pion noir sur case blanche f7 · Pion noir sur case noire g7 · Pion noir sur case blanche h7 · Pion noir sur case blanche a6 · Cavalier noir sur case noire b6 · Pion noir sur case noire d6 · Fou noir sur case blanche e6 · Cavalier noir sur case noire f6 · Pion noir sur case noire e5 · Pion blanc sur case noire g5 · Pion noir sur case noire b4 · Pion blanc sur case blanche e4 · Cavalier blanc sur case blanche b3 · Cavalier blanc sur case noire c3 · Fou blanc sur case noire e3 · Pion blanc sur case blanche f3 · Pion blanc sur case blanche a2 · Pion blanc sur case noire b2 · Pion blanc sur case blanche c2 · Dame blanche sur case noire d2 · Pion blanc sur case noire h2 · Roi blanc sur case noire c1 · Tour blanche sur case blanche d1 · Fou blanc sur case blanche f1 · Tour blanche sur case blanche h1 | 7 |
| 6 | Tour noire sur case blanche c8 · Dame noire sur case noire d8 · Roi noir sur case blanche e8 · Fou noir sur case noire f8 · Tour noire sur case noire h8 · Pion noir sur case blanche f7 · Pion noir sur case noire g7 · Pion noir sur case blanche h7 · Pion noir sur case blanche a6 · Cavalier noir sur case noire b6 · Pion noir sur case noire d6 · Fou noir sur case blanche e6 · Cavalier noir sur case noire f6 · Pion noir sur case noire e5 · Pion blanc sur case noire g5 · Pion noir sur case noire b4 · Pion blanc sur case blanche e4 · Cavalier blanc sur case blanche b3 · Cavalier blanc sur case noire c3 · Fou blanc sur case noire e3 · Pion blanc sur case blanche f3 · Pion blanc sur case blanche a2 · Pion blanc sur case noire b2 · Pion blanc sur case blanche c2 · Dame blanche sur case noire d2 · Pion blanc sur case noire h2 · Roi blanc sur case noire c1 · Tour blanche sur case blanche d1 · Fou blanc sur case blanche f1 · Tour blanche sur case blanche h1 | Tour noire sur case blanche c8 · Dame noire sur case noire d8 · Roi noir sur case blanche e8 · Fou noir sur case noire f8 · Tour noire sur case noire h8 · Pion noir sur case blanche f7 · Pion noir sur case noire g7 · Pion noir sur case blanche h7 · Pion noir sur case blanche a6 · Cavalier noir sur case noire b6 · Pion noir sur case noire d6 · Fou noir sur case blanche e6 · Cavalier noir sur case noire f6 · Pion noir sur case noire e5 · Pion blanc sur case noire g5 · Pion noir sur case noire b4 · Pion blanc sur case blanche e4 · Cavalier blanc sur case blanche b3 · Cavalier blanc sur case noire c3 · Fou blanc sur case noire e3 · Pion blanc sur case blanche f3 · Pion blanc sur case blanche a2 · Pion blanc sur case noire b2 · Pion blanc sur case blanche c2 · Dame blanche sur case noire d2 · Pion blanc sur case noire h2 · Roi blanc sur case noire c1 · Tour blanche sur case blanche d1 · Fou blanc sur case blanche f1 · Tour blanche sur case blanche h1 | Tour noire sur case blanche c8 · Dame noire sur case noire d8 · Roi noir sur case blanche e8 · Fou noir sur case noire f8 · Tour noire sur case noire h8 · Pion noir sur case blanche f7 · Pion noir sur case noire g7 · Pion noir sur case blanche h7 · Pion noir sur case blanche a6 · Cavalier noir sur case noire b6 · Pion noir sur case noire d6 · Fou noir sur case blanche e6 · Cavalier noir sur case noire f6 · Pion noir sur case noire e5 · Pion blanc sur case noire g5 · Pion noir sur case noire b4 · Pion blanc sur case blanche e4 · Cavalier blanc sur case blanche b3 · Cavalier blanc sur case noire c3 · Fou blanc sur case noire e3 · Pion blanc sur case blanche f3 · Pion blanc sur case blanche a2 · Pion blanc sur case noire b2 · Pion blanc sur case blanche c2 · Dame blanche sur case noire d2 · Pion blanc sur case noire h2 · Roi blanc sur case noire c1 · Tour blanche sur case blanche d1 · Fou blanc sur case blanche f1 · Tour blanche sur case blanche h1 | Tour noire sur case blanche c8 · Dame noire sur case noire d8 · Roi noir sur case blanche e8 · Fou noir sur case noire f8 · Tour noire sur case noire h8 · Pion noir sur case blanche f7 · Pion noir sur case noire g7 · Pion noir sur case blanche h7 · Pion noir sur case blanche a6 · Cavalier noir sur case noire b6 · Pion noir sur case noire d6 · Fou noir sur case blanche e6 · Cavalier noir sur case noire f6 · Pion noir sur case noire e5 · Pion blanc sur case noire g5 · Pion noir sur case noire b4 · Pion blanc sur case blanche e4 · Cavalier blanc sur case blanche b3 · Cavalier blanc sur case noire c3 · Fou blanc sur case noire e3 · Pion blanc sur case blanche f3 · Pion blanc sur case blanche a2 · Pion blanc sur case noire b2 · Pion blanc sur case blanche c2 · Dame blanche sur case noire d2 · Pion blanc sur case noire h2 · Roi blanc sur case noire c1 · Tour blanche sur case blanche d1 · Fou blanc sur case blanche f1 · Tour blanche sur case blanche h1 | Tour noire sur case blanche c8 · Dame noire sur case noire d8 · Roi noir sur case blanche e8 · Fou noir sur case noire f8 · Tour noire sur case noire h8 · Pion noir sur case blanche f7 · Pion noir sur case noire g7 · Pion noir sur case blanche h7 · Pion noir sur case blanche a6 · Cavalier noir sur case noire b6 · Pion noir sur case noire d6 · Fou noir sur case blanche e6 · Cavalier noir sur case noire f6 · Pion noir sur case noire e5 · Pion blanc sur case noire g5 · Pion noir sur case noire b4 · Pion blanc sur case blanche e4 · Cavalier blanc sur case blanche b3 · Cavalier blanc sur case noire c3 · Fou blanc sur case noire e3 · Pion blanc sur case blanche f3 · Pion blanc sur case blanche a2 · Pion blanc sur case noire b2 · Pion blanc sur case blanche c2 · Dame blanche sur case noire d2 · Pion blanc sur case noire h2 · Roi blanc sur case noire c1 · Tour blanche sur case blanche d1 · Fou blanc sur case blanche f1 · Tour blanche sur case blanche h1 | Tour noire sur case blanche c8 · Dame noire sur case noire d8 · Roi noir sur case blanche e8 · Fou noir sur case noire f8 · Tour noire sur case noire h8 · Pion noir sur case blanche f7 · Pion noir sur case noire g7 · Pion noir sur case blanche h7 · Pion noir sur case blanche a6 · Cavalier noir sur case noire b6 · Pion noir sur case noire d6 · Fou noir sur case blanche e6 · Cavalier noir sur case noire f6 · Pion noir sur case noire e5 · Pion blanc sur case noire g5 · Pion noir sur case noire b4 · Pion blanc sur case blanche e4 · Cavalier blanc sur case blanche b3 · Cavalier blanc sur case noire c3 · Fou blanc sur case noire e3 · Pion blanc sur case blanche f3 · Pion blanc sur case blanche a2 · Pion blanc sur case noire b2 · Pion blanc sur case blanche c2 · Dame blanche sur case noire d2 · Pion blanc sur case noire h2 · Roi blanc sur case noire c1 · Tour blanche sur case blanche d1 · Fou blanc sur case blanche f1 · Tour blanche sur case blanche h1 | Tour noire sur case blanche c8 · Dame noire sur case noire d8 · Roi noir sur case blanche e8 · Fou noir sur case noire f8 · Tour noire sur case noire h8 · Pion noir sur case blanche f7 · Pion noir sur case noire g7 · Pion noir sur case blanche h7 · Pion noir sur case blanche a6 · Cavalier noir sur case noire b6 · Pion noir sur case noire d6 · Fou noir sur case blanche e6 · Cavalier noir sur case noire f6 · Pion noir sur case noire e5 · Pion blanc sur case noire g5 · Pion noir sur case noire b4 · Pion blanc sur case blanche e4 · Cavalier blanc sur case blanche b3 · Cavalier blanc sur case noire c3 · Fou blanc sur case noire e3 · Pion blanc sur case blanche f3 · Pion blanc sur case blanche a2 · Pion blanc sur case noire b2 · Pion blanc sur case blanche c2 · Dame blanche sur case noire d2 · Pion blanc sur case noire h2 · Roi blanc sur case noire c1 · Tour blanche sur case blanche d1 · Fou blanc sur case blanche f1 · Tour blanche sur case blanche h1 | Tour noire sur case blanche c8 · Dame noire sur case noire d8 · Roi noir sur case blanche e8 · Fou noir sur case noire f8 · Tour noire sur case noire h8 · Pion noir sur case blanche f7 · Pion noir sur case noire g7 · Pion noir sur case blanche h7 · Pion noir sur case blanche a6 · Cavalier noir sur case noire b6 · Pion noir sur case noire d6 · Fou noir sur case blanche e6 · Cavalier noir sur case noire f6 · Pion noir sur case noire e5 · Pion blanc sur case noire g5 · Pion noir sur case noire b4 · Pion blanc sur case blanche e4 · Cavalier blanc sur case blanche b3 · Cavalier blanc sur case noire c3 · Fou blanc sur case noire e3 · Pion blanc sur case blanche f3 · Pion blanc sur case blanche a2 · Pion blanc sur case noire b2 · Pion blanc sur case blanche c2 · Dame blanche sur case noire d2 · Pion blanc sur case noire h2 · Roi blanc sur case noire c1 · Tour blanche sur case blanche d1 · Fou blanc sur case blanche f1 · Tour blanche sur case blanche h1 | 6 |
| 5 | Tour noire sur case blanche c8 · Dame noire sur case noire d8 · Roi noir sur case blanche e8 · Fou noir sur case noire f8 · Tour noire sur case noire h8 · Pion noir sur case blanche f7 · Pion noir sur case noire g7 · Pion noir sur case blanche h7 · Pion noir sur case blanche a6 · Cavalier noir sur case noire b6 · Pion noir sur case noire d6 · Fou noir sur case blanche e6 · Cavalier noir sur case noire f6 · Pion noir sur case noire e5 · Pion blanc sur case noire g5 · Pion noir sur case noire b4 · Pion blanc sur case blanche e4 · Cavalier blanc sur case blanche b3 · Cavalier blanc sur case noire c3 · Fou blanc sur case noire e3 · Pion blanc sur case blanche f3 · Pion blanc sur case blanche a2 · Pion blanc sur case noire b2 · Pion blanc sur case blanche c2 · Dame blanche sur case noire d2 · Pion blanc sur case noire h2 · Roi blanc sur case noire c1 · Tour blanche sur case blanche d1 · Fou blanc sur case blanche f1 · Tour blanche sur case blanche h1 | Tour noire sur case blanche c8 · Dame noire sur case noire d8 · Roi noir sur case blanche e8 · Fou noir sur case noire f8 · Tour noire sur case noire h8 · Pion noir sur case blanche f7 · Pion noir sur case noire g7 · Pion noir sur case blanche h7 · Pion noir sur case blanche a6 · Cavalier noir sur case noire b6 · Pion noir sur case noire d6 · Fou noir sur case blanche e6 · Cavalier noir sur case noire f6 · Pion noir sur case noire e5 · Pion blanc sur case noire g5 · Pion noir sur case noire b4 · Pion blanc sur case blanche e4 · Cavalier blanc sur case blanche b3 · Cavalier blanc sur case noire c3 · Fou blanc sur case noire e3 · Pion blanc sur case blanche f3 · Pion blanc sur case blanche a2 · Pion blanc sur case noire b2 · Pion blanc sur case blanche c2 · Dame blanche sur case noire d2 · Pion blanc sur case noire h2 · Roi blanc sur case noire c1 · Tour blanche sur case blanche d1 · Fou blanc sur case blanche f1 · Tour blanche sur case blanche h1 | Tour noire sur case blanche c8 · Dame noire sur case noire d8 · Roi noir sur case blanche e8 · Fou noir sur case noire f8 · Tour noire sur case noire h8 · Pion noir sur case blanche f7 · Pion noir sur case noire g7 · Pion noir sur case blanche h7 · Pion noir sur case blanche a6 · Cavalier noir sur case noire b6 · Pion noir sur case noire d6 · Fou noir sur case blanche e6 · Cavalier noir sur case noire f6 · Pion noir sur case noire e5 · Pion blanc sur case noire g5 · Pion noir sur case noire b4 · Pion blanc sur case blanche e4 · Cavalier blanc sur case blanche b3 · Cavalier blanc sur case noire c3 · Fou blanc sur case noire e3 · Pion blanc sur case blanche f3 · Pion blanc sur case blanche a2 · Pion blanc sur case noire b2 · Pion blanc sur case blanche c2 · Dame blanche sur case noire d2 · Pion blanc sur case noire h2 · Roi blanc sur case noire c1 · Tour blanche sur case blanche d1 · Fou blanc sur case blanche f1 · Tour blanche sur case blanche h1 | Tour noire sur case blanche c8 · Dame noire sur case noire d8 · Roi noir sur case blanche e8 · Fou noir sur case noire f8 · Tour noire sur case noire h8 · Pion noir sur case blanche f7 · Pion noir sur case noire g7 · Pion noir sur case blanche h7 · Pion noir sur case blanche a6 · Cavalier noir sur case noire b6 · Pion noir sur case noire d6 · Fou noir sur case blanche e6 · Cavalier noir sur case noire f6 · Pion noir sur case noire e5 · Pion blanc sur case noire g5 · Pion noir sur case noire b4 · Pion blanc sur case blanche e4 · Cavalier blanc sur case blanche b3 · Cavalier blanc sur case noire c3 · Fou blanc sur case noire e3 · Pion blanc sur case blanche f3 · Pion blanc sur case blanche a2 · Pion blanc sur case noire b2 · Pion blanc sur case blanche c2 · Dame blanche sur case noire d2 · Pion blanc sur case noire h2 · Roi blanc sur case noire c1 · Tour blanche sur case blanche d1 · Fou blanc sur case blanche f1 · Tour blanche sur case blanche h1 | Tour noire sur case blanche c8 · Dame noire sur case noire d8 · Roi noir sur case blanche e8 · Fou noir sur case noire f8 · Tour noire sur case noire h8 · Pion noir sur case blanche f7 · Pion noir sur case noire g7 · Pion noir sur case blanche h7 · Pion noir sur case blanche a6 · Cavalier noir sur case noire b6 · Pion noir sur case noire d6 · Fou noir sur case blanche e6 · Cavalier noir sur case noire f6 · Pion noir sur case noire e5 · Pion blanc sur case noire g5 · Pion noir sur case noire b4 · Pion blanc sur case blanche e4 · Cavalier blanc sur case blanche b3 · Cavalier blanc sur case noire c3 · Fou blanc sur case noire e3 · Pion blanc sur case blanche f3 · Pion blanc sur case blanche a2 · Pion blanc sur case noire b2 · Pion blanc sur case blanche c2 · Dame blanche sur case noire d2 · Pion blanc sur case noire h2 · Roi blanc sur case noire c1 · Tour blanche sur case blanche d1 · Fou blanc sur case blanche f1 · Tour blanche sur case blanche h1 | Tour noire sur case blanche c8 · Dame noire sur case noire d8 · Roi noir sur case blanche e8 · Fou noir sur case noire f8 · Tour noire sur case noire h8 · Pion noir sur case blanche f7 · Pion noir sur case noire g7 · Pion noir sur case blanche h7 · Pion noir sur case blanche a6 · Cavalier noir sur case noire b6 · Pion noir sur case noire d6 · Fou noir sur case blanche e6 · Cavalier noir sur case noire f6 · Pion noir sur case noire e5 · Pion blanc sur case noire g5 · Pion noir sur case noire b4 · Pion blanc sur case blanche e4 · Cavalier blanc sur case blanche b3 · Cavalier blanc sur case noire c3 · Fou blanc sur case noire e3 · Pion blanc sur case blanche f3 · Pion blanc sur case blanche a2 · Pion blanc sur case noire b2 · Pion blanc sur case blanche c2 · Dame blanche sur case noire d2 · Pion blanc sur case noire h2 · Roi blanc sur case noire c1 · Tour blanche sur case blanche d1 · Fou blanc sur case blanche f1 · Tour blanche sur case blanche h1 | Tour noire sur case blanche c8 · Dame noire sur case noire d8 · Roi noir sur case blanche e8 · Fou noir sur case noire f8 · Tour noire sur case noire h8 · Pion noir sur case blanche f7 · Pion noir sur case noire g7 · Pion noir sur case blanche h7 · Pion noir sur case blanche a6 · Cavalier noir sur case noire b6 · Pion noir sur case noire d6 · Fou noir sur case blanche e6 · Cavalier noir sur case noire f6 · Pion noir sur case noire e5 · Pion blanc sur case noire g5 · Pion noir sur case noire b4 · Pion blanc sur case blanche e4 · Cavalier blanc sur case blanche b3 · Cavalier blanc sur case noire c3 · Fou blanc sur case noire e3 · Pion blanc sur case blanche f3 · Pion blanc sur case blanche a2 · Pion blanc sur case noire b2 · Pion blanc sur case blanche c2 · Dame blanche sur case noire d2 · Pion blanc sur case noire h2 · Roi blanc sur case noire c1 · Tour blanche sur case blanche d1 · Fou blanc sur case blanche f1 · Tour blanche sur case blanche h1 | Tour noire sur case blanche c8 · Dame noire sur case noire d8 · Roi noir sur case blanche e8 · Fou noir sur case noire f8 · Tour noire sur case noire h8 · Pion noir sur case blanche f7 · Pion noir sur case noire g7 · Pion noir sur case blanche h7 · Pion noir sur case blanche a6 · Cavalier noir sur case noire b6 · Pion noir sur case noire d6 · Fou noir sur case blanche e6 · Cavalier noir sur case noire f6 · Pion noir sur case noire e5 · Pion blanc sur case noire g5 · Pion noir sur case noire b4 · Pion blanc sur case blanche e4 · Cavalier blanc sur case blanche b3 · Cavalier blanc sur case noire c3 · Fou blanc sur case noire e3 · Pion blanc sur case blanche f3 · Pion blanc sur case blanche a2 · Pion blanc sur case noire b2 · Pion blanc sur case blanche c2 · Dame blanche sur case noire d2 · Pion blanc sur case noire h2 · Roi blanc sur case noire c1 · Tour blanche sur case blanche d1 · Fou blanc sur case blanche f1 · Tour blanche sur case blanche h1 | 5 |
| 4 | Tour noire sur case blanche c8 · Dame noire sur case noire d8 · Roi noir sur case blanche e8 · Fou noir sur case noire f8 · Tour noire sur case noire h8 · Pion noir sur case blanche f7 · Pion noir sur case noire g7 · Pion noir sur case blanche h7 · Pion noir sur case blanche a6 · Cavalier noir sur case noire b6 · Pion noir sur case noire d6 · Fou noir sur case blanche e6 · Cavalier noir sur case noire f6 · Pion noir sur case noire e5 · Pion blanc sur case noire g5 · Pion noir sur case noire b4 · Pion blanc sur case blanche e4 · Cavalier blanc sur case blanche b3 · Cavalier blanc sur case noire c3 · Fou blanc sur case noire e3 · Pion blanc sur case blanche f3 · Pion blanc sur case blanche a2 · Pion blanc sur case noire b2 · Pion blanc sur case blanche c2 · Dame blanche sur case noire d2 · Pion blanc sur case noire h2 · Roi blanc sur case noire c1 · Tour blanche sur case blanche d1 · Fou blanc sur case blanche f1 · Tour blanche sur case blanche h1 | Tour noire sur case blanche c8 · Dame noire sur case noire d8 · Roi noir sur case blanche e8 · Fou noir sur case noire f8 · Tour noire sur case noire h8 · Pion noir sur case blanche f7 · Pion noir sur case noire g7 · Pion noir sur case blanche h7 · Pion noir sur case blanche a6 · Cavalier noir sur case noire b6 · Pion noir sur case noire d6 · Fou noir sur case blanche e6 · Cavalier noir sur case noire f6 · Pion noir sur case noire e5 · Pion blanc sur case noire g5 · Pion noir sur case noire b4 · Pion blanc sur case blanche e4 · Cavalier blanc sur case blanche b3 · Cavalier blanc sur case noire c3 · Fou blanc sur case noire e3 · Pion blanc sur case blanche f3 · Pion blanc sur case blanche a2 · Pion blanc sur case noire b2 · Pion blanc sur case blanche c2 · Dame blanche sur case noire d2 · Pion blanc sur case noire h2 · Roi blanc sur case noire c1 · Tour blanche sur case blanche d1 · Fou blanc sur case blanche f1 · Tour blanche sur case blanche h1 | Tour noire sur case blanche c8 · Dame noire sur case noire d8 · Roi noir sur case blanche e8 · Fou noir sur case noire f8 · Tour noire sur case noire h8 · Pion noir sur case blanche f7 · Pion noir sur case noire g7 · Pion noir sur case blanche h7 · Pion noir sur case blanche a6 · Cavalier noir sur case noire b6 · Pion noir sur case noire d6 · Fou noir sur case blanche e6 · Cavalier noir sur case noire f6 · Pion noir sur case noire e5 · Pion blanc sur case noire g5 · Pion noir sur case noire b4 · Pion blanc sur case blanche e4 · Cavalier blanc sur case blanche b3 · Cavalier blanc sur case noire c3 · Fou blanc sur case noire e3 · Pion blanc sur case blanche f3 · Pion blanc sur case blanche a2 · Pion blanc sur case noire b2 · Pion blanc sur case blanche c2 · Dame blanche sur case noire d2 · Pion blanc sur case noire h2 · Roi blanc sur case noire c1 · Tour blanche sur case blanche d1 · Fou blanc sur case blanche f1 · Tour blanche sur case blanche h1 | Tour noire sur case blanche c8 · Dame noire sur case noire d8 · Roi noir sur case blanche e8 · Fou noir sur case noire f8 · Tour noire sur case noire h8 · Pion noir sur case blanche f7 · Pion noir sur case noire g7 · Pion noir sur case blanche h7 · Pion noir sur case blanche a6 · Cavalier noir sur case noire b6 · Pion noir sur case noire d6 · Fou noir sur case blanche e6 · Cavalier noir sur case noire f6 · Pion noir sur case noire e5 · Pion blanc sur case noire g5 · Pion noir sur case noire b4 · Pion blanc sur case blanche e4 · Cavalier blanc sur case blanche b3 · Cavalier blanc sur case noire c3 · Fou blanc sur case noire e3 · Pion blanc sur case blanche f3 · Pion blanc sur case blanche a2 · Pion blanc sur case noire b2 · Pion blanc sur case blanche c2 · Dame blanche sur case noire d2 · Pion blanc sur case noire h2 · Roi blanc sur case noire c1 · Tour blanche sur case blanche d1 · Fou blanc sur case blanche f1 · Tour blanche sur case blanche h1 | Tour noire sur case blanche c8 · Dame noire sur case noire d8 · Roi noir sur case blanche e8 · Fou noir sur case noire f8 · Tour noire sur case noire h8 · Pion noir sur case blanche f7 · Pion noir sur case noire g7 · Pion noir sur case blanche h7 · Pion noir sur case blanche a6 · Cavalier noir sur case noire b6 · Pion noir sur case noire d6 · Fou noir sur case blanche e6 · Cavalier noir sur case noire f6 · Pion noir sur case noire e5 · Pion blanc sur case noire g5 · Pion noir sur case noire b4 · Pion blanc sur case blanche e4 · Cavalier blanc sur case blanche b3 · Cavalier blanc sur case noire c3 · Fou blanc sur case noire e3 · Pion blanc sur case blanche f3 · Pion blanc sur case blanche a2 · Pion blanc sur case noire b2 · Pion blanc sur case blanche c2 · Dame blanche sur case noire d2 · Pion blanc sur case noire h2 · Roi blanc sur case noire c1 · Tour blanche sur case blanche d1 · Fou blanc sur case blanche f1 · Tour blanche sur case blanche h1 | Tour noire sur case blanche c8 · Dame noire sur case noire d8 · Roi noir sur case blanche e8 · Fou noir sur case noire f8 · Tour noire sur case noire h8 · Pion noir sur case blanche f7 · Pion noir sur case noire g7 · Pion noir sur case blanche h7 · Pion noir sur case blanche a6 · Cavalier noir sur case noire b6 · Pion noir sur case noire d6 · Fou noir sur case blanche e6 · Cavalier noir sur case noire f6 · Pion noir sur case noire e5 · Pion blanc sur case noire g5 · Pion noir sur case noire b4 · Pion blanc sur case blanche e4 · Cavalier blanc sur case blanche b3 · Cavalier blanc sur case noire c3 · Fou blanc sur case noire e3 · Pion blanc sur case blanche f3 · Pion blanc sur case blanche a2 · Pion blanc sur case noire b2 · Pion blanc sur case blanche c2 · Dame blanche sur case noire d2 · Pion blanc sur case noire h2 · Roi blanc sur case noire c1 · Tour blanche sur case blanche d1 · Fou blanc sur case blanche f1 · Tour blanche sur case blanche h1 | Tour noire sur case blanche c8 · Dame noire sur case noire d8 · Roi noir sur case blanche e8 · Fou noir sur case noire f8 · Tour noire sur case noire h8 · Pion noir sur case blanche f7 · Pion noir sur case noire g7 · Pion noir sur case blanche h7 · Pion noir sur case blanche a6 · Cavalier noir sur case noire b6 · Pion noir sur case noire d6 · Fou noir sur case blanche e6 · Cavalier noir sur case noire f6 · Pion noir sur case noire e5 · Pion blanc sur case noire g5 · Pion noir sur case noire b4 · Pion blanc sur case blanche e4 · Cavalier blanc sur case blanche b3 · Cavalier blanc sur case noire c3 · Fou blanc sur case noire e3 · Pion blanc sur case blanche f3 · Pion blanc sur case blanche a2 · Pion blanc sur case noire b2 · Pion blanc sur case blanche c2 · Dame blanche sur case noire d2 · Pion blanc sur case noire h2 · Roi blanc sur case noire c1 · Tour blanche sur case blanche d1 · Fou blanc sur case blanche f1 · Tour blanche sur case blanche h1 | Tour noire sur case blanche c8 · Dame noire sur case noire d8 · Roi noir sur case blanche e8 · Fou noir sur case noire f8 · Tour noire sur case noire h8 · Pion noir sur case blanche f7 · Pion noir sur case noire g7 · Pion noir sur case blanche h7 · Pion noir sur case blanche a6 · Cavalier noir sur case noire b6 · Pion noir sur case noire d6 · Fou noir sur case blanche e6 · Cavalier noir sur case noire f6 · Pion noir sur case noire e5 · Pion blanc sur case noire g5 · Pion noir sur case noire b4 · Pion blanc sur case blanche e4 · Cavalier blanc sur case blanche b3 · Cavalier blanc sur case noire c3 · Fou blanc sur case noire e3 · Pion blanc sur case blanche f3 · Pion blanc sur case blanche a2 · Pion blanc sur case noire b2 · Pion blanc sur case blanche c2 · Dame blanche sur case noire d2 · Pion blanc sur case noire h2 · Roi blanc sur case noire c1 · Tour blanche sur case blanche d1 · Fou blanc sur case blanche f1 · Tour blanche sur case blanche h1 | 4 |
| 3 | Tour noire sur case blanche c8 · Dame noire sur case noire d8 · Roi noir sur case blanche e8 · Fou noir sur case noire f8 · Tour noire sur case noire h8 · Pion noir sur case blanche f7 · Pion noir sur case noire g7 · Pion noir sur case blanche h7 · Pion noir sur case blanche a6 · Cavalier noir sur case noire b6 · Pion noir sur case noire d6 · Fou noir sur case blanche e6 · Cavalier noir sur case noire f6 · Pion noir sur case noire e5 · Pion blanc sur case noire g5 · Pion noir sur case noire b4 · Pion blanc sur case blanche e4 · Cavalier blanc sur case blanche b3 · Cavalier blanc sur case noire c3 · Fou blanc sur case noire e3 · Pion blanc sur case blanche f3 · Pion blanc sur case blanche a2 · Pion blanc sur case noire b2 · Pion blanc sur case blanche c2 · Dame blanche sur case noire d2 · Pion blanc sur case noire h2 · Roi blanc sur case noire c1 · Tour blanche sur case blanche d1 · Fou blanc sur case blanche f1 · Tour blanche sur case blanche h1 | Tour noire sur case blanche c8 · Dame noire sur case noire d8 · Roi noir sur case blanche e8 · Fou noir sur case noire f8 · Tour noire sur case noire h8 · Pion noir sur case blanche f7 · Pion noir sur case noire g7 · Pion noir sur case blanche h7 · Pion noir sur case blanche a6 · Cavalier noir sur case noire b6 · Pion noir sur case noire d6 · Fou noir sur case blanche e6 · Cavalier noir sur case noire f6 · Pion noir sur case noire e5 · Pion blanc sur case noire g5 · Pion noir sur case noire b4 · Pion blanc sur case blanche e4 · Cavalier blanc sur case blanche b3 · Cavalier blanc sur case noire c3 · Fou blanc sur case noire e3 · Pion blanc sur case blanche f3 · Pion blanc sur case blanche a2 · Pion blanc sur case noire b2 · Pion blanc sur case blanche c2 · Dame blanche sur case noire d2 · Pion blanc sur case noire h2 · Roi blanc sur case noire c1 · Tour blanche sur case blanche d1 · Fou blanc sur case blanche f1 · Tour blanche sur case blanche h1 | Tour noire sur case blanche c8 · Dame noire sur case noire d8 · Roi noir sur case blanche e8 · Fou noir sur case noire f8 · Tour noire sur case noire h8 · Pion noir sur case blanche f7 · Pion noir sur case noire g7 · Pion noir sur case blanche h7 · Pion noir sur case blanche a6 · Cavalier noir sur case noire b6 · Pion noir sur case noire d6 · Fou noir sur case blanche e6 · Cavalier noir sur case noire f6 · Pion noir sur case noire e5 · Pion blanc sur case noire g5 · Pion noir sur case noire b4 · Pion blanc sur case blanche e4 · Cavalier blanc sur case blanche b3 · Cavalier blanc sur case noire c3 · Fou blanc sur case noire e3 · Pion blanc sur case blanche f3 · Pion blanc sur case blanche a2 · Pion blanc sur case noire b2 · Pion blanc sur case blanche c2 · Dame blanche sur case noire d2 · Pion blanc sur case noire h2 · Roi blanc sur case noire c1 · Tour blanche sur case blanche d1 · Fou blanc sur case blanche f1 · Tour blanche sur case blanche h1 | Tour noire sur case blanche c8 · Dame noire sur case noire d8 · Roi noir sur case blanche e8 · Fou noir sur case noire f8 · Tour noire sur case noire h8 · Pion noir sur case blanche f7 · Pion noir sur case noire g7 · Pion noir sur case blanche h7 · Pion noir sur case blanche a6 · Cavalier noir sur case noire b6 · Pion noir sur case noire d6 · Fou noir sur case blanche e6 · Cavalier noir sur case noire f6 · Pion noir sur case noire e5 · Pion blanc sur case noire g5 · Pion noir sur case noire b4 · Pion blanc sur case blanche e4 · Cavalier blanc sur case blanche b3 · Cavalier blanc sur case noire c3 · Fou blanc sur case noire e3 · Pion blanc sur case blanche f3 · Pion blanc sur case blanche a2 · Pion blanc sur case noire b2 · Pion blanc sur case blanche c2 · Dame blanche sur case noire d2 · Pion blanc sur case noire h2 · Roi blanc sur case noire c1 · Tour blanche sur case blanche d1 · Fou blanc sur case blanche f1 · Tour blanche sur case blanche h1 | Tour noire sur case blanche c8 · Dame noire sur case noire d8 · Roi noir sur case blanche e8 · Fou noir sur case noire f8 · Tour noire sur case noire h8 · Pion noir sur case blanche f7 · Pion noir sur case noire g7 · Pion noir sur case blanche h7 · Pion noir sur case blanche a6 · Cavalier noir sur case noire b6 · Pion noir sur case noire d6 · Fou noir sur case blanche e6 · Cavalier noir sur case noire f6 · Pion noir sur case noire e5 · Pion blanc sur case noire g5 · Pion noir sur case noire b4 · Pion blanc sur case blanche e4 · Cavalier blanc sur case blanche b3 · Cavalier blanc sur case noire c3 · Fou blanc sur case noire e3 · Pion blanc sur case blanche f3 · Pion blanc sur case blanche a2 · Pion blanc sur case noire b2 · Pion blanc sur case blanche c2 · Dame blanche sur case noire d2 · Pion blanc sur case noire h2 · Roi blanc sur case noire c1 · Tour blanche sur case blanche d1 · Fou blanc sur case blanche f1 · Tour blanche sur case blanche h1 | Tour noire sur case blanche c8 · Dame noire sur case noire d8 · Roi noir sur case blanche e8 · Fou noir sur case noire f8 · Tour noire sur case noire h8 · Pion noir sur case blanche f7 · Pion noir sur case noire g7 · Pion noir sur case blanche h7 · Pion noir sur case blanche a6 · Cavalier noir sur case noire b6 · Pion noir sur case noire d6 · Fou noir sur case blanche e6 · Cavalier noir sur case noire f6 · Pion noir sur case noire e5 · Pion blanc sur case noire g5 · Pion noir sur case noire b4 · Pion blanc sur case blanche e4 · Cavalier blanc sur case blanche b3 · Cavalier blanc sur case noire c3 · Fou blanc sur case noire e3 · Pion blanc sur case blanche f3 · Pion blanc sur case blanche a2 · Pion blanc sur case noire b2 · Pion blanc sur case blanche c2 · Dame blanche sur case noire d2 · Pion blanc sur case noire h2 · Roi blanc sur case noire c1 · Tour blanche sur case blanche d1 · Fou blanc sur case blanche f1 · Tour blanche sur case blanche h1 | Tour noire sur case blanche c8 · Dame noire sur case noire d8 · Roi noir sur case blanche e8 · Fou noir sur case noire f8 · Tour noire sur case noire h8 · Pion noir sur case blanche f7 · Pion noir sur case noire g7 · Pion noir sur case blanche h7 · Pion noir sur case blanche a6 · Cavalier noir sur case noire b6 · Pion noir sur case noire d6 · Fou noir sur case blanche e6 · Cavalier noir sur case noire f6 · Pion noir sur case noire e5 · Pion blanc sur case noire g5 · Pion noir sur case noire b4 · Pion blanc sur case blanche e4 · Cavalier blanc sur case blanche b3 · Cavalier blanc sur case noire c3 · Fou blanc sur case noire e3 · Pion blanc sur case blanche f3 · Pion blanc sur case blanche a2 · Pion blanc sur case noire b2 · Pion blanc sur case blanche c2 · Dame blanche sur case noire d2 · Pion blanc sur case noire h2 · Roi blanc sur case noire c1 · Tour blanche sur case blanche d1 · Fou blanc sur case blanche f1 · Tour blanche sur case blanche h1 | Tour noire sur case blanche c8 · Dame noire sur case noire d8 · Roi noir sur case blanche e8 · Fou noir sur case noire f8 · Tour noire sur case noire h8 · Pion noir sur case blanche f7 · Pion noir sur case noire g7 · Pion noir sur case blanche h7 · Pion noir sur case blanche a6 · Cavalier noir sur case noire b6 · Pion noir sur case noire d6 · Fou noir sur case blanche e6 · Cavalier noir sur case noire f6 · Pion noir sur case noire e5 · Pion blanc sur case noire g5 · Pion noir sur case noire b4 · Pion blanc sur case blanche e4 · Cavalier blanc sur case blanche b3 · Cavalier blanc sur case noire c3 · Fou blanc sur case noire e3 · Pion blanc sur case blanche f3 · Pion blanc sur case blanche a2 · Pion blanc sur case noire b2 · Pion blanc sur case blanche c2 · Dame blanche sur case noire d2 · Pion blanc sur case noire h2 · Roi blanc sur case noire c1 · Tour blanche sur case blanche d1 · Fou blanc sur case blanche f1 · Tour blanche sur case blanche h1 | 3 |
| 2 | Tour noire sur case blanche c8 · Dame noire sur case noire d8 · Roi noir sur case blanche e8 · Fou noir sur case noire f8 · Tour noire sur case noire h8 · Pion noir sur case blanche f7 · Pion noir sur case noire g7 · Pion noir sur case blanche h7 · Pion noir sur case blanche a6 · Cavalier noir sur case noire b6 · Pion noir sur case noire d6 · Fou noir sur case blanche e6 · Cavalier noir sur case noire f6 · Pion noir sur case noire e5 · Pion blanc sur case noire g5 · Pion noir sur case noire b4 · Pion blanc sur case blanche e4 · Cavalier blanc sur case blanche b3 · Cavalier blanc sur case noire c3 · Fou blanc sur case noire e3 · Pion blanc sur case blanche f3 · Pion blanc sur case blanche a2 · Pion blanc sur case noire b2 · Pion blanc sur case blanche c2 · Dame blanche sur case noire d2 · Pion blanc sur case noire h2 · Roi blanc sur case noire c1 · Tour blanche sur case blanche d1 · Fou blanc sur case blanche f1 · Tour blanche sur case blanche h1 | Tour noire sur case blanche c8 · Dame noire sur case noire d8 · Roi noir sur case blanche e8 · Fou noir sur case noire f8 · Tour noire sur case noire h8 · Pion noir sur case blanche f7 · Pion noir sur case noire g7 · Pion noir sur case blanche h7 · Pion noir sur case blanche a6 · Cavalier noir sur case noire b6 · Pion noir sur case noire d6 · Fou noir sur case blanche e6 · Cavalier noir sur case noire f6 · Pion noir sur case noire e5 · Pion blanc sur case noire g5 · Pion noir sur case noire b4 · Pion blanc sur case blanche e4 · Cavalier blanc sur case blanche b3 · Cavalier blanc sur case noire c3 · Fou blanc sur case noire e3 · Pion blanc sur case blanche f3 · Pion blanc sur case blanche a2 · Pion blanc sur case noire b2 · Pion blanc sur case blanche c2 · Dame blanche sur case noire d2 · Pion blanc sur case noire h2 · Roi blanc sur case noire c1 · Tour blanche sur case blanche d1 · Fou blanc sur case blanche f1 · Tour blanche sur case blanche h1 | Tour noire sur case blanche c8 · Dame noire sur case noire d8 · Roi noir sur case blanche e8 · Fou noir sur case noire f8 · Tour noire sur case noire h8 · Pion noir sur case blanche f7 · Pion noir sur case noire g7 · Pion noir sur case blanche h7 · Pion noir sur case blanche a6 · Cavalier noir sur case noire b6 · Pion noir sur case noire d6 · Fou noir sur case blanche e6 · Cavalier noir sur case noire f6 · Pion noir sur case noire e5 · Pion blanc sur case noire g5 · Pion noir sur case noire b4 · Pion blanc sur case blanche e4 · Cavalier blanc sur case blanche b3 · Cavalier blanc sur case noire c3 · Fou blanc sur case noire e3 · Pion blanc sur case blanche f3 · Pion blanc sur case blanche a2 · Pion blanc sur case noire b2 · Pion blanc sur case blanche c2 · Dame blanche sur case noire d2 · Pion blanc sur case noire h2 · Roi blanc sur case noire c1 · Tour blanche sur case blanche d1 · Fou blanc sur case blanche f1 · Tour blanche sur case blanche h1 | Tour noire sur case blanche c8 · Dame noire sur case noire d8 · Roi noir sur case blanche e8 · Fou noir sur case noire f8 · Tour noire sur case noire h8 · Pion noir sur case blanche f7 · Pion noir sur case noire g7 · Pion noir sur case blanche h7 · Pion noir sur case blanche a6 · Cavalier noir sur case noire b6 · Pion noir sur case noire d6 · Fou noir sur case blanche e6 · Cavalier noir sur case noire f6 · Pion noir sur case noire e5 · Pion blanc sur case noire g5 · Pion noir sur case noire b4 · Pion blanc sur case blanche e4 · Cavalier blanc sur case blanche b3 · Cavalier blanc sur case noire c3 · Fou blanc sur case noire e3 · Pion blanc sur case blanche f3 · Pion blanc sur case blanche a2 · Pion blanc sur case noire b2 · Pion blanc sur case blanche c2 · Dame blanche sur case noire d2 · Pion blanc sur case noire h2 · Roi blanc sur case noire c1 · Tour blanche sur case blanche d1 · Fou blanc sur case blanche f1 · Tour blanche sur case blanche h1 | Tour noire sur case blanche c8 · Dame noire sur case noire d8 · Roi noir sur case blanche e8 · Fou noir sur case noire f8 · Tour noire sur case noire h8 · Pion noir sur case blanche f7 · Pion noir sur case noire g7 · Pion noir sur case blanche h7 · Pion noir sur case blanche a6 · Cavalier noir sur case noire b6 · Pion noir sur case noire d6 · Fou noir sur case blanche e6 · Cavalier noir sur case noire f6 · Pion noir sur case noire e5 · Pion blanc sur case noire g5 · Pion noir sur case noire b4 · Pion blanc sur case blanche e4 · Cavalier blanc sur case blanche b3 · Cavalier blanc sur case noire c3 · Fou blanc sur case noire e3 · Pion blanc sur case blanche f3 · Pion blanc sur case blanche a2 · Pion blanc sur case noire b2 · Pion blanc sur case blanche c2 · Dame blanche sur case noire d2 · Pion blanc sur case noire h2 · Roi blanc sur case noire c1 · Tour blanche sur case blanche d1 · Fou blanc sur case blanche f1 · Tour blanche sur case blanche h1 | Tour noire sur case blanche c8 · Dame noire sur case noire d8 · Roi noir sur case blanche e8 · Fou noir sur case noire f8 · Tour noire sur case noire h8 · Pion noir sur case blanche f7 · Pion noir sur case noire g7 · Pion noir sur case blanche h7 · Pion noir sur case blanche a6 · Cavalier noir sur case noire b6 · Pion noir sur case noire d6 · Fou noir sur case blanche e6 · Cavalier noir sur case noire f6 · Pion noir sur case noire e5 · Pion blanc sur case noire g5 · Pion noir sur case noire b4 · Pion blanc sur case blanche e4 · Cavalier blanc sur case blanche b3 · Cavalier blanc sur case noire c3 · Fou blanc sur case noire e3 · Pion blanc sur case blanche f3 · Pion blanc sur case blanche a2 · Pion blanc sur case noire b2 · Pion blanc sur case blanche c2 · Dame blanche sur case noire d2 · Pion blanc sur case noire h2 · Roi blanc sur case noire c1 · Tour blanche sur case blanche d1 · Fou blanc sur case blanche f1 · Tour blanche sur case blanche h1 | Tour noire sur case blanche c8 · Dame noire sur case noire d8 · Roi noir sur case blanche e8 · Fou noir sur case noire f8 · Tour noire sur case noire h8 · Pion noir sur case blanche f7 · Pion noir sur case noire g7 · Pion noir sur case blanche h7 · Pion noir sur case blanche a6 · Cavalier noir sur case noire b6 · Pion noir sur case noire d6 · Fou noir sur case blanche e6 · Cavalier noir sur case noire f6 · Pion noir sur case noire e5 · Pion blanc sur case noire g5 · Pion noir sur case noire b4 · Pion blanc sur case blanche e4 · Cavalier blanc sur case blanche b3 · Cavalier blanc sur case noire c3 · Fou blanc sur case noire e3 · Pion blanc sur case blanche f3 · Pion blanc sur case blanche a2 · Pion blanc sur case noire b2 · Pion blanc sur case blanche c2 · Dame blanche sur case noire d2 · Pion blanc sur case noire h2 · Roi blanc sur case noire c1 · Tour blanche sur case blanche d1 · Fou blanc sur case blanche f1 · Tour blanche sur case blanche h1 | Tour noire sur case blanche c8 · Dame noire sur case noire d8 · Roi noir sur case blanche e8 · Fou noir sur case noire f8 · Tour noire sur case noire h8 · Pion noir sur case blanche f7 · Pion noir sur case noire g7 · Pion noir sur case blanche h7 · Pion noir sur case blanche a6 · Cavalier noir sur case noire b6 · Pion noir sur case noire d6 · Fou noir sur case blanche e6 · Cavalier noir sur case noire f6 · Pion noir sur case noire e5 · Pion blanc sur case noire g5 · Pion noir sur case noire b4 · Pion blanc sur case blanche e4 · Cavalier blanc sur case blanche b3 · Cavalier blanc sur case noire c3 · Fou blanc sur case noire e3 · Pion blanc sur case blanche f3 · Pion blanc sur case blanche a2 · Pion blanc sur case noire b2 · Pion blanc sur case blanche c2 · Dame blanche sur case noire d2 · Pion blanc sur case noire h2 · Roi blanc sur case noire c1 · Tour blanche sur case blanche d1 · Fou blanc sur case blanche f1 · Tour blanche sur case blanche h1 | 2 |
| 1 | Tour noire sur case blanche c8 · Dame noire sur case noire d8 · Roi noir sur case blanche e8 · Fou noir sur case noire f8 · Tour noire sur case noire h8 · Pion noir sur case blanche f7 · Pion noir sur case noire g7 · Pion noir sur case blanche h7 · Pion noir sur case blanche a6 · Cavalier noir sur case noire b6 · Pion noir sur case noire d6 · Fou noir sur case blanche e6 · Cavalier noir sur case noire f6 · Pion noir sur case noire e5 · Pion blanc sur case noire g5 · Pion noir sur case noire b4 · Pion blanc sur case blanche e4 · Cavalier blanc sur case blanche b3 · Cavalier blanc sur case noire c3 · Fou blanc sur case noire e3 · Pion blanc sur case blanche f3 · Pion blanc sur case blanche a2 · Pion blanc sur case noire b2 · Pion blanc sur case blanche c2 · Dame blanche sur case noire d2 · Pion blanc sur case noire h2 · Roi blanc sur case noire c1 · Tour blanche sur case blanche d1 · Fou blanc sur case blanche f1 · Tour blanche sur case blanche h1 | Tour noire sur case blanche c8 · Dame noire sur case noire d8 · Roi noir sur case blanche e8 · Fou noir sur case noire f8 · Tour noire sur case noire h8 · Pion noir sur case blanche f7 · Pion noir sur case noire g7 · Pion noir sur case blanche h7 · Pion noir sur case blanche a6 · Cavalier noir sur case noire b6 · Pion noir sur case noire d6 · Fou noir sur case blanche e6 · Cavalier noir sur case noire f6 · Pion noir sur case noire e5 · Pion blanc sur case noire g5 · Pion noir sur case noire b4 · Pion blanc sur case blanche e4 · Cavalier blanc sur case blanche b3 · Cavalier blanc sur case noire c3 · Fou blanc sur case noire e3 · Pion blanc sur case blanche f3 · Pion blanc sur case blanche a2 · Pion blanc sur case noire b2 · Pion blanc sur case blanche c2 · Dame blanche sur case noire d2 · Pion blanc sur case noire h2 · Roi blanc sur case noire c1 · Tour blanche sur case blanche d1 · Fou blanc sur case blanche f1 · Tour blanche sur case blanche h1 | Tour noire sur case blanche c8 · Dame noire sur case noire d8 · Roi noir sur case blanche e8 · Fou noir sur case noire f8 · Tour noire sur case noire h8 · Pion noir sur case blanche f7 · Pion noir sur case noire g7 · Pion noir sur case blanche h7 · Pion noir sur case blanche a6 · Cavalier noir sur case noire b6 · Pion noir sur case noire d6 · Fou noir sur case blanche e6 · Cavalier noir sur case noire f6 · Pion noir sur case noire e5 · Pion blanc sur case noire g5 · Pion noir sur case noire b4 · Pion blanc sur case blanche e4 · Cavalier blanc sur case blanche b3 · Cavalier blanc sur case noire c3 · Fou blanc sur case noire e3 · Pion blanc sur case blanche f3 · Pion blanc sur case blanche a2 · Pion blanc sur case noire b2 · Pion blanc sur case blanche c2 · Dame blanche sur case noire d2 · Pion blanc sur case noire h2 · Roi blanc sur case noire c1 · Tour blanche sur case blanche d1 · Fou blanc sur case blanche f1 · Tour blanche sur case blanche h1 | Tour noire sur case blanche c8 · Dame noire sur case noire d8 · Roi noir sur case blanche e8 · Fou noir sur case noire f8 · Tour noire sur case noire h8 · Pion noir sur case blanche f7 · Pion noir sur case noire g7 · Pion noir sur case blanche h7 · Pion noir sur case blanche a6 · Cavalier noir sur case noire b6 · Pion noir sur case noire d6 · Fou noir sur case blanche e6 · Cavalier noir sur case noire f6 · Pion noir sur case noire e5 · Pion blanc sur case noire g5 · Pion noir sur case noire b4 · Pion blanc sur case blanche e4 · Cavalier blanc sur case blanche b3 · Cavalier blanc sur case noire c3 · Fou blanc sur case noire e3 · Pion blanc sur case blanche f3 · Pion blanc sur case blanche a2 · Pion blanc sur case noire b2 · Pion blanc sur case blanche c2 · Dame blanche sur case noire d2 · Pion blanc sur case noire h2 · Roi blanc sur case noire c1 · Tour blanche sur case blanche d1 · Fou blanc sur case blanche f1 · Tour blanche sur case blanche h1 | Tour noire sur case blanche c8 · Dame noire sur case noire d8 · Roi noir sur case blanche e8 · Fou noir sur case noire f8 · Tour noire sur case noire h8 · Pion noir sur case blanche f7 · Pion noir sur case noire g7 · Pion noir sur case blanche h7 · Pion noir sur case blanche a6 · Cavalier noir sur case noire b6 · Pion noir sur case noire d6 · Fou noir sur case blanche e6 · Cavalier noir sur case noire f6 · Pion noir sur case noire e5 · Pion blanc sur case noire g5 · Pion noir sur case noire b4 · Pion blanc sur case blanche e4 · Cavalier blanc sur case blanche b3 · Cavalier blanc sur case noire c3 · Fou blanc sur case noire e3 · Pion blanc sur case blanche f3 · Pion blanc sur case blanche a2 · Pion blanc sur case noire b2 · Pion blanc sur case blanche c2 · Dame blanche sur case noire d2 · Pion blanc sur case noire h2 · Roi blanc sur case noire c1 · Tour blanche sur case blanche d1 · Fou blanc sur case blanche f1 · Tour blanche sur case blanche h1 | Tour noire sur case blanche c8 · Dame noire sur case noire d8 · Roi noir sur case blanche e8 · Fou noir sur case noire f8 · Tour noire sur case noire h8 · Pion noir sur case blanche f7 · Pion noir sur case noire g7 · Pion noir sur case blanche h7 · Pion noir sur case blanche a6 · Cavalier noir sur case noire b6 · Pion noir sur case noire d6 · Fou noir sur case blanche e6 · Cavalier noir sur case noire f6 · Pion noir sur case noire e5 · Pion blanc sur case noire g5 · Pion noir sur case noire b4 · Pion blanc sur case blanche e4 · Cavalier blanc sur case blanche b3 · Cavalier blanc sur case noire c3 · Fou blanc sur case noire e3 · Pion blanc sur case blanche f3 · Pion blanc sur case blanche a2 · Pion blanc sur case noire b2 · Pion blanc sur case blanche c2 · Dame blanche sur case noire d2 · Pion blanc sur case noire h2 · Roi blanc sur case noire c1 · Tour blanche sur case blanche d1 · Fou blanc sur case blanche f1 · Tour blanche sur case blanche h1 | Tour noire sur case blanche c8 · Dame noire sur case noire d8 · Roi noir sur case blanche e8 · Fou noir sur case noire f8 · Tour noire sur case noire h8 · Pion noir sur case blanche f7 · Pion noir sur case noire g7 · Pion noir sur case blanche h7 · Pion noir sur case blanche a6 · Cavalier noir sur case noire b6 · Pion noir sur case noire d6 · Fou noir sur case blanche e6 · Cavalier noir sur case noire f6 · Pion noir sur case noire e5 · Pion blanc sur case noire g5 · Pion noir sur case noire b4 · Pion blanc sur case blanche e4 · Cavalier blanc sur case blanche b3 · Cavalier blanc sur case noire c3 · Fou blanc sur case noire e3 · Pion blanc sur case blanche f3 · Pion blanc sur case blanche a2 · Pion blanc sur case noire b2 · Pion blanc sur case blanche c2 · Dame blanche sur case noire d2 · Pion blanc sur case noire h2 · Roi blanc sur case noire c1 · Tour blanche sur case blanche d1 · Fou blanc sur case blanche f1 · Tour blanche sur case blanche h1 | Tour noire sur case blanche c8 · Dame noire sur case noire d8 · Roi noir sur case blanche e8 · Fou noir sur case noire f8 · Tour noire sur case noire h8 · Pion noir sur case blanche f7 · Pion noir sur case noire g7 · Pion noir sur case blanche h7 · Pion noir sur case blanche a6 · Cavalier noir sur case noire b6 · Pion noir sur case noire d6 · Fou noir sur case blanche e6 · Cavalier noir sur case noire f6 · Pion noir sur case noire e5 · Pion blanc sur case noire g5 · Pion noir sur case noire b4 · Pion blanc sur case blanche e4 · Cavalier blanc sur case blanche b3 · Cavalier blanc sur case noire c3 · Fou blanc sur case noire e3 · Pion blanc sur case blanche f3 · Pion blanc sur case blanche a2 · Pion blanc sur case noire b2 · Pion blanc sur case blanche c2 · Dame blanche sur case noire d2 · Pion blanc sur case noire h2 · Roi blanc sur case noire c1 · Tour blanche sur case blanche d1 · Fou blanc sur case blanche f1 · Tour blanche sur case blanche h1 | 1 |
|   | a | b | c | d | e | f | g | h |   |

La partie suivante a opposé Leinier Domínguez, avec les blancs, à Aleksandr Morozevitch lors du tournoi de Wijk aan Zee 2009. Elle été déclarée meilleure partie de l'Informateur numéro 105.
1.e4 c5 2.Cf3 d6 3.d4 cxd4 4.Cxd4 Cf6 5.Cc3 a6 6.Fe3 e5 7.Cb3 Fe6 8.Dd2 Cd7 9.f3 b5 10.0-0-0 Tc8 11.g4 Cb6 12.g5 b4 (diagramme)
Dans cette position bien connue de la Sicilienne Najdorf, la théorie voulait que les blancs déplacent leur cavalier attaqué en b1. Le coup suivant est une nouveauté importante.
13.Ca4!!
Au lieu de reculer son cavalier vers une case plus sûre, Domínguez le met en prise. L'idée est que sur 13…Cxa4, les blancs prennent le cavalier f6 et le pion b4, obtenant un léger avantage.
13…Cxe4 14.fxe4 Cxa4 15.Dxb4 Dc7 16.Td2 Fd7 17.Da5
L'échange des dames mettrait en relief les faiblesses des noirs, qui doivent donc le refuser.
17…Dc6 18.Fxa6 Tb8 19.Td5!
Menaçant de gagner du matériel par 20.Txe5+ dxe5 21.Dxe5+ et 22.Dxb8.
|   | a | b | c | d | e | f | g | h |   |
| 8 | Roi noir sur case noire f8 · Tour noire sur case noire h8 · Tour noire sur case noire c7 · Pion noir sur case blanche f7 · Pion noir sur case blanche h7 · Pion noir sur case blanche g6 · Tour blanche sur case blanche b5 · Pion noir sur case noire e5 · Cavalier blanc sur case blanche f5 · Fou noir sur case noire g5 · Pion blanc sur case blanche e4 · Pion blanc sur case blanche b3 · Cavalier blanc sur case noire c3 · Dame noire sur case blanche f3 · Pion blanc sur case blanche a2 · Pion blanc sur case blanche c2 · Dame blanche sur case noire d2 · Pion blanc sur case noire h2 · Roi blanc sur case blanche b1 · Tour blanche sur case blanche d1 | Roi noir sur case noire f8 · Tour noire sur case noire h8 · Tour noire sur case noire c7 · Pion noir sur case blanche f7 · Pion noir sur case blanche h7 · Pion noir sur case blanche g6 · Tour blanche sur case blanche b5 · Pion noir sur case noire e5 · Cavalier blanc sur case blanche f5 · Fou noir sur case noire g5 · Pion blanc sur case blanche e4 · Pion blanc sur case blanche b3 · Cavalier blanc sur case noire c3 · Dame noire sur case blanche f3 · Pion blanc sur case blanche a2 · Pion blanc sur case blanche c2 · Dame blanche sur case noire d2 · Pion blanc sur case noire h2 · Roi blanc sur case blanche b1 · Tour blanche sur case blanche d1 | Roi noir sur case noire f8 · Tour noire sur case noire h8 · Tour noire sur case noire c7 · Pion noir sur case blanche f7 · Pion noir sur case blanche h7 · Pion noir sur case blanche g6 · Tour blanche sur case blanche b5 · Pion noir sur case noire e5 · Cavalier blanc sur case blanche f5 · Fou noir sur case noire g5 · Pion blanc sur case blanche e4 · Pion blanc sur case blanche b3 · Cavalier blanc sur case noire c3 · Dame noire sur case blanche f3 · Pion blanc sur case blanche a2 · Pion blanc sur case blanche c2 · Dame blanche sur case noire d2 · Pion blanc sur case noire h2 · Roi blanc sur case blanche b1 · Tour blanche sur case blanche d1 | Roi noir sur case noire f8 · Tour noire sur case noire h8 · Tour noire sur case noire c7 · Pion noir sur case blanche f7 · Pion noir sur case blanche h7 · Pion noir sur case blanche g6 · Tour blanche sur case blanche b5 · Pion noir sur case noire e5 · Cavalier blanc sur case blanche f5 · Fou noir sur case noire g5 · Pion blanc sur case blanche e4 · Pion blanc sur case blanche b3 · Cavalier blanc sur case noire c3 · Dame noire sur case blanche f3 · Pion blanc sur case blanche a2 · Pion blanc sur case blanche c2 · Dame blanche sur case noire d2 · Pion blanc sur case noire h2 · Roi blanc sur case blanche b1 · Tour blanche sur case blanche d1 | Roi noir sur case noire f8 · Tour noire sur case noire h8 · Tour noire sur case noire c7 · Pion noir sur case blanche f7 · Pion noir sur case blanche h7 · Pion noir sur case blanche g6 · Tour blanche sur case blanche b5 · Pion noir sur case noire e5 · Cavalier blanc sur case blanche f5 · Fou noir sur case noire g5 · Pion blanc sur case blanche e4 · Pion blanc sur case blanche b3 · Cavalier blanc sur case noire c3 · Dame noire sur case blanche f3 · Pion blanc sur case blanche a2 · Pion blanc sur case blanche c2 · Dame blanche sur case noire d2 · Pion blanc sur case noire h2 · Roi blanc sur case blanche b1 · Tour blanche sur case blanche d1 | Roi noir sur case noire f8 · Tour noire sur case noire h8 · Tour noire sur case noire c7 · Pion noir sur case blanche f7 · Pion noir sur case blanche h7 · Pion noir sur case blanche g6 · Tour blanche sur case blanche b5 · Pion noir sur case noire e5 · Cavalier blanc sur case blanche f5 · Fou noir sur case noire g5 · Pion blanc sur case blanche e4 · Pion blanc sur case blanche b3 · Cavalier blanc sur case noire c3 · Dame noire sur case blanche f3 · Pion blanc sur case blanche a2 · Pion blanc sur case blanche c2 · Dame blanche sur case noire d2 · Pion blanc sur case noire h2 · Roi blanc sur case blanche b1 · Tour blanche sur case blanche d1 | Roi noir sur case noire f8 · Tour noire sur case noire h8 · Tour noire sur case noire c7 · Pion noir sur case blanche f7 · Pion noir sur case blanche h7 · Pion noir sur case blanche g6 · Tour blanche sur case blanche b5 · Pion noir sur case noire e5 · Cavalier blanc sur case blanche f5 · Fou noir sur case noire g5 · Pion blanc sur case blanche e4 · Pion blanc sur case blanche b3 · Cavalier blanc sur case noire c3 · Dame noire sur case blanche f3 · Pion blanc sur case blanche a2 · Pion blanc sur case blanche c2 · Dame blanche sur case noire d2 · Pion blanc sur case noire h2 · Roi blanc sur case blanche b1 · Tour blanche sur case blanche d1 | Roi noir sur case noire f8 · Tour noire sur case noire h8 · Tour noire sur case noire c7 · Pion noir sur case blanche f7 · Pion noir sur case blanche h7 · Pion noir sur case blanche g6 · Tour blanche sur case blanche b5 · Pion noir sur case noire e5 · Cavalier blanc sur case blanche f5 · Fou noir sur case noire g5 · Pion blanc sur case blanche e4 · Pion blanc sur case blanche b3 · Cavalier blanc sur case noire c3 · Dame noire sur case blanche f3 · Pion blanc sur case blanche a2 · Pion blanc sur case blanche c2 · Dame blanche sur case noire d2 · Pion blanc sur case noire h2 · Roi blanc sur case blanche b1 · Tour blanche sur case blanche d1 | 8 |
| 7 | Roi noir sur case noire f8 · Tour noire sur case noire h8 · Tour noire sur case noire c7 · Pion noir sur case blanche f7 · Pion noir sur case blanche h7 · Pion noir sur case blanche g6 · Tour blanche sur case blanche b5 · Pion noir sur case noire e5 · Cavalier blanc sur case blanche f5 · Fou noir sur case noire g5 · Pion blanc sur case blanche e4 · Pion blanc sur case blanche b3 · Cavalier blanc sur case noire c3 · Dame noire sur case blanche f3 · Pion blanc sur case blanche a2 · Pion blanc sur case blanche c2 · Dame blanche sur case noire d2 · Pion blanc sur case noire h2 · Roi blanc sur case blanche b1 · Tour blanche sur case blanche d1 | Roi noir sur case noire f8 · Tour noire sur case noire h8 · Tour noire sur case noire c7 · Pion noir sur case blanche f7 · Pion noir sur case blanche h7 · Pion noir sur case blanche g6 · Tour blanche sur case blanche b5 · Pion noir sur case noire e5 · Cavalier blanc sur case blanche f5 · Fou noir sur case noire g5 · Pion blanc sur case blanche e4 · Pion blanc sur case blanche b3 · Cavalier blanc sur case noire c3 · Dame noire sur case blanche f3 · Pion blanc sur case blanche a2 · Pion blanc sur case blanche c2 · Dame blanche sur case noire d2 · Pion blanc sur case noire h2 · Roi blanc sur case blanche b1 · Tour blanche sur case blanche d1 | Roi noir sur case noire f8 · Tour noire sur case noire h8 · Tour noire sur case noire c7 · Pion noir sur case blanche f7 · Pion noir sur case blanche h7 · Pion noir sur case blanche g6 · Tour blanche sur case blanche b5 · Pion noir sur case noire e5 · Cavalier blanc sur case blanche f5 · Fou noir sur case noire g5 · Pion blanc sur case blanche e4 · Pion blanc sur case blanche b3 · Cavalier blanc sur case noire c3 · Dame noire sur case blanche f3 · Pion blanc sur case blanche a2 · Pion blanc sur case blanche c2 · Dame blanche sur case noire d2 · Pion blanc sur case noire h2 · Roi blanc sur case blanche b1 · Tour blanche sur case blanche d1 | Roi noir sur case noire f8 · Tour noire sur case noire h8 · Tour noire sur case noire c7 · Pion noir sur case blanche f7 · Pion noir sur case blanche h7 · Pion noir sur case blanche g6 · Tour blanche sur case blanche b5 · Pion noir sur case noire e5 · Cavalier blanc sur case blanche f5 · Fou noir sur case noire g5 · Pion blanc sur case blanche e4 · Pion blanc sur case blanche b3 · Cavalier blanc sur case noire c3 · Dame noire sur case blanche f3 · Pion blanc sur case blanche a2 · Pion blanc sur case blanche c2 · Dame blanche sur case noire d2 · Pion blanc sur case noire h2 · Roi blanc sur case blanche b1 · Tour blanche sur case blanche d1 | Roi noir sur case noire f8 · Tour noire sur case noire h8 · Tour noire sur case noire c7 · Pion noir sur case blanche f7 · Pion noir sur case blanche h7 · Pion noir sur case blanche g6 · Tour blanche sur case blanche b5 · Pion noir sur case noire e5 · Cavalier blanc sur case blanche f5 · Fou noir sur case noire g5 · Pion blanc sur case blanche e4 · Pion blanc sur case blanche b3 · Cavalier blanc sur case noire c3 · Dame noire sur case blanche f3 · Pion blanc sur case blanche a2 · Pion blanc sur case blanche c2 · Dame blanche sur case noire d2 · Pion blanc sur case noire h2 · Roi blanc sur case blanche b1 · Tour blanche sur case blanche d1 | Roi noir sur case noire f8 · Tour noire sur case noire h8 · Tour noire sur case noire c7 · Pion noir sur case blanche f7 · Pion noir sur case blanche h7 · Pion noir sur case blanche g6 · Tour blanche sur case blanche b5 · Pion noir sur case noire e5 · Cavalier blanc sur case blanche f5 · Fou noir sur case noire g5 · Pion blanc sur case blanche e4 · Pion blanc sur case blanche b3 · Cavalier blanc sur case noire c3 · Dame noire sur case blanche f3 · Pion blanc sur case blanche a2 · Pion blanc sur case blanche c2 · Dame blanche sur case noire d2 · Pion blanc sur case noire h2 · Roi blanc sur case blanche b1 · Tour blanche sur case blanche d1 | Roi noir sur case noire f8 · Tour noire sur case noire h8 · Tour noire sur case noire c7 · Pion noir sur case blanche f7 · Pion noir sur case blanche h7 · Pion noir sur case blanche g6 · Tour blanche sur case blanche b5 · Pion noir sur case noire e5 · Cavalier blanc sur case blanche f5 · Fou noir sur case noire g5 · Pion blanc sur case blanche e4 · Pion blanc sur case blanche b3 · Cavalier blanc sur case noire c3 · Dame noire sur case blanche f3 · Pion blanc sur case blanche a2 · Pion blanc sur case blanche c2 · Dame blanche sur case noire d2 · Pion blanc sur case noire h2 · Roi blanc sur case blanche b1 · Tour blanche sur case blanche d1 | Roi noir sur case noire f8 · Tour noire sur case noire h8 · Tour noire sur case noire c7 · Pion noir sur case blanche f7 · Pion noir sur case blanche h7 · Pion noir sur case blanche g6 · Tour blanche sur case blanche b5 · Pion noir sur case noire e5 · Cavalier blanc sur case blanche f5 · Fou noir sur case noire g5 · Pion blanc sur case blanche e4 · Pion blanc sur case blanche b3 · Cavalier blanc sur case noire c3 · Dame noire sur case blanche f3 · Pion blanc sur case blanche a2 · Pion blanc sur case blanche c2 · Dame blanche sur case noire d2 · Pion blanc sur case noire h2 · Roi blanc sur case blanche b1 · Tour blanche sur case blanche d1 | 7 |
| 6 | Roi noir sur case noire f8 · Tour noire sur case noire h8 · Tour noire sur case noire c7 · Pion noir sur case blanche f7 · Pion noir sur case blanche h7 · Pion noir sur case blanche g6 · Tour blanche sur case blanche b5 · Pion noir sur case noire e5 · Cavalier blanc sur case blanche f5 · Fou noir sur case noire g5 · Pion blanc sur case blanche e4 · Pion blanc sur case blanche b3 · Cavalier blanc sur case noire c3 · Dame noire sur case blanche f3 · Pion blanc sur case blanche a2 · Pion blanc sur case blanche c2 · Dame blanche sur case noire d2 · Pion blanc sur case noire h2 · Roi blanc sur case blanche b1 · Tour blanche sur case blanche d1 | Roi noir sur case noire f8 · Tour noire sur case noire h8 · Tour noire sur case noire c7 · Pion noir sur case blanche f7 · Pion noir sur case blanche h7 · Pion noir sur case blanche g6 · Tour blanche sur case blanche b5 · Pion noir sur case noire e5 · Cavalier blanc sur case blanche f5 · Fou noir sur case noire g5 · Pion blanc sur case blanche e4 · Pion blanc sur case blanche b3 · Cavalier blanc sur case noire c3 · Dame noire sur case blanche f3 · Pion blanc sur case blanche a2 · Pion blanc sur case blanche c2 · Dame blanche sur case noire d2 · Pion blanc sur case noire h2 · Roi blanc sur case blanche b1 · Tour blanche sur case blanche d1 | Roi noir sur case noire f8 · Tour noire sur case noire h8 · Tour noire sur case noire c7 · Pion noir sur case blanche f7 · Pion noir sur case blanche h7 · Pion noir sur case blanche g6 · Tour blanche sur case blanche b5 · Pion noir sur case noire e5 · Cavalier blanc sur case blanche f5 · Fou noir sur case noire g5 · Pion blanc sur case blanche e4 · Pion blanc sur case blanche b3 · Cavalier blanc sur case noire c3 · Dame noire sur case blanche f3 · Pion blanc sur case blanche a2 · Pion blanc sur case blanche c2 · Dame blanche sur case noire d2 · Pion blanc sur case noire h2 · Roi blanc sur case blanche b1 · Tour blanche sur case blanche d1 | Roi noir sur case noire f8 · Tour noire sur case noire h8 · Tour noire sur case noire c7 · Pion noir sur case blanche f7 · Pion noir sur case blanche h7 · Pion noir sur case blanche g6 · Tour blanche sur case blanche b5 · Pion noir sur case noire e5 · Cavalier blanc sur case blanche f5 · Fou noir sur case noire g5 · Pion blanc sur case blanche e4 · Pion blanc sur case blanche b3 · Cavalier blanc sur case noire c3 · Dame noire sur case blanche f3 · Pion blanc sur case blanche a2 · Pion blanc sur case blanche c2 · Dame blanche sur case noire d2 · Pion blanc sur case noire h2 · Roi blanc sur case blanche b1 · Tour blanche sur case blanche d1 | Roi noir sur case noire f8 · Tour noire sur case noire h8 · Tour noire sur case noire c7 · Pion noir sur case blanche f7 · Pion noir sur case blanche h7 · Pion noir sur case blanche g6 · Tour blanche sur case blanche b5 · Pion noir sur case noire e5 · Cavalier blanc sur case blanche f5 · Fou noir sur case noire g5 · Pion blanc sur case blanche e4 · Pion blanc sur case blanche b3 · Cavalier blanc sur case noire c3 · Dame noire sur case blanche f3 · Pion blanc sur case blanche a2 · Pion blanc sur case blanche c2 · Dame blanche sur case noire d2 · Pion blanc sur case noire h2 · Roi blanc sur case blanche b1 · Tour blanche sur case blanche d1 | Roi noir sur case noire f8 · Tour noire sur case noire h8 · Tour noire sur case noire c7 · Pion noir sur case blanche f7 · Pion noir sur case blanche h7 · Pion noir sur case blanche g6 · Tour blanche sur case blanche b5 · Pion noir sur case noire e5 · Cavalier blanc sur case blanche f5 · Fou noir sur case noire g5 · Pion blanc sur case blanche e4 · Pion blanc sur case blanche b3 · Cavalier blanc sur case noire c3 · Dame noire sur case blanche f3 · Pion blanc sur case blanche a2 · Pion blanc sur case blanche c2 · Dame blanche sur case noire d2 · Pion blanc sur case noire h2 · Roi blanc sur case blanche b1 · Tour blanche sur case blanche d1 | Roi noir sur case noire f8 · Tour noire sur case noire h8 · Tour noire sur case noire c7 · Pion noir sur case blanche f7 · Pion noir sur case blanche h7 · Pion noir sur case blanche g6 · Tour blanche sur case blanche b5 · Pion noir sur case noire e5 · Cavalier blanc sur case blanche f5 · Fou noir sur case noire g5 · Pion blanc sur case blanche e4 · Pion blanc sur case blanche b3 · Cavalier blanc sur case noire c3 · Dame noire sur case blanche f3 · Pion blanc sur case blanche a2 · Pion blanc sur case blanche c2 · Dame blanche sur case noire d2 · Pion blanc sur case noire h2 · Roi blanc sur case blanche b1 · Tour blanche sur case blanche d1 | Roi noir sur case noire f8 · Tour noire sur case noire h8 · Tour noire sur case noire c7 · Pion noir sur case blanche f7 · Pion noir sur case blanche h7 · Pion noir sur case blanche g6 · Tour blanche sur case blanche b5 · Pion noir sur case noire e5 · Cavalier blanc sur case blanche f5 · Fou noir sur case noire g5 · Pion blanc sur case blanche e4 · Pion blanc sur case blanche b3 · Cavalier blanc sur case noire c3 · Dame noire sur case blanche f3 · Pion blanc sur case blanche a2 · Pion blanc sur case blanche c2 · Dame blanche sur case noire d2 · Pion blanc sur case noire h2 · Roi blanc sur case blanche b1 · Tour blanche sur case blanche d1 | 6 |
| 5 | Roi noir sur case noire f8 · Tour noire sur case noire h8 · Tour noire sur case noire c7 · Pion noir sur case blanche f7 · Pion noir sur case blanche h7 · Pion noir sur case blanche g6 · Tour blanche sur case blanche b5 · Pion noir sur case noire e5 · Cavalier blanc sur case blanche f5 · Fou noir sur case noire g5 · Pion blanc sur case blanche e4 · Pion blanc sur case blanche b3 · Cavalier blanc sur case noire c3 · Dame noire sur case blanche f3 · Pion blanc sur case blanche a2 · Pion blanc sur case blanche c2 · Dame blanche sur case noire d2 · Pion blanc sur case noire h2 · Roi blanc sur case blanche b1 · Tour blanche sur case blanche d1 | Roi noir sur case noire f8 · Tour noire sur case noire h8 · Tour noire sur case noire c7 · Pion noir sur case blanche f7 · Pion noir sur case blanche h7 · Pion noir sur case blanche g6 · Tour blanche sur case blanche b5 · Pion noir sur case noire e5 · Cavalier blanc sur case blanche f5 · Fou noir sur case noire g5 · Pion blanc sur case blanche e4 · Pion blanc sur case blanche b3 · Cavalier blanc sur case noire c3 · Dame noire sur case blanche f3 · Pion blanc sur case blanche a2 · Pion blanc sur case blanche c2 · Dame blanche sur case noire d2 · Pion blanc sur case noire h2 · Roi blanc sur case blanche b1 · Tour blanche sur case blanche d1 | Roi noir sur case noire f8 · Tour noire sur case noire h8 · Tour noire sur case noire c7 · Pion noir sur case blanche f7 · Pion noir sur case blanche h7 · Pion noir sur case blanche g6 · Tour blanche sur case blanche b5 · Pion noir sur case noire e5 · Cavalier blanc sur case blanche f5 · Fou noir sur case noire g5 · Pion blanc sur case blanche e4 · Pion blanc sur case blanche b3 · Cavalier blanc sur case noire c3 · Dame noire sur case blanche f3 · Pion blanc sur case blanche a2 · Pion blanc sur case blanche c2 · Dame blanche sur case noire d2 · Pion blanc sur case noire h2 · Roi blanc sur case blanche b1 · Tour blanche sur case blanche d1 | Roi noir sur case noire f8 · Tour noire sur case noire h8 · Tour noire sur case noire c7 · Pion noir sur case blanche f7 · Pion noir sur case blanche h7 · Pion noir sur case blanche g6 · Tour blanche sur case blanche b5 · Pion noir sur case noire e5 · Cavalier blanc sur case blanche f5 · Fou noir sur case noire g5 · Pion blanc sur case blanche e4 · Pion blanc sur case blanche b3 · Cavalier blanc sur case noire c3 · Dame noire sur case blanche f3 · Pion blanc sur case blanche a2 · Pion blanc sur case blanche c2 · Dame blanche sur case noire d2 · Pion blanc sur case noire h2 · Roi blanc sur case blanche b1 · Tour blanche sur case blanche d1 | Roi noir sur case noire f8 · Tour noire sur case noire h8 · Tour noire sur case noire c7 · Pion noir sur case blanche f7 · Pion noir sur case blanche h7 · Pion noir sur case blanche g6 · Tour blanche sur case blanche b5 · Pion noir sur case noire e5 · Cavalier blanc sur case blanche f5 · Fou noir sur case noire g5 · Pion blanc sur case blanche e4 · Pion blanc sur case blanche b3 · Cavalier blanc sur case noire c3 · Dame noire sur case blanche f3 · Pion blanc sur case blanche a2 · Pion blanc sur case blanche c2 · Dame blanche sur case noire d2 · Pion blanc sur case noire h2 · Roi blanc sur case blanche b1 · Tour blanche sur case blanche d1 | Roi noir sur case noire f8 · Tour noire sur case noire h8 · Tour noire sur case noire c7 · Pion noir sur case blanche f7 · Pion noir sur case blanche h7 · Pion noir sur case blanche g6 · Tour blanche sur case blanche b5 · Pion noir sur case noire e5 · Cavalier blanc sur case blanche f5 · Fou noir sur case noire g5 · Pion blanc sur case blanche e4 · Pion blanc sur case blanche b3 · Cavalier blanc sur case noire c3 · Dame noire sur case blanche f3 · Pion blanc sur case blanche a2 · Pion blanc sur case blanche c2 · Dame blanche sur case noire d2 · Pion blanc sur case noire h2 · Roi blanc sur case blanche b1 · Tour blanche sur case blanche d1 | Roi noir sur case noire f8 · Tour noire sur case noire h8 · Tour noire sur case noire c7 · Pion noir sur case blanche f7 · Pion noir sur case blanche h7 · Pion noir sur case blanche g6 · Tour blanche sur case blanche b5 · Pion noir sur case noire e5 · Cavalier blanc sur case blanche f5 · Fou noir sur case noire g5 · Pion blanc sur case blanche e4 · Pion blanc sur case blanche b3 · Cavalier blanc sur case noire c3 · Dame noire sur case blanche f3 · Pion blanc sur case blanche a2 · Pion blanc sur case blanche c2 · Dame blanche sur case noire d2 · Pion blanc sur case noire h2 · Roi blanc sur case blanche b1 · Tour blanche sur case blanche d1 | Roi noir sur case noire f8 · Tour noire sur case noire h8 · Tour noire sur case noire c7 · Pion noir sur case blanche f7 · Pion noir sur case blanche h7 · Pion noir sur case blanche g6 · Tour blanche sur case blanche b5 · Pion noir sur case noire e5 · Cavalier blanc sur case blanche f5 · Fou noir sur case noire g5 · Pion blanc sur case blanche e4 · Pion blanc sur case blanche b3 · Cavalier blanc sur case noire c3 · Dame noire sur case blanche f3 · Pion blanc sur case blanche a2 · Pion blanc sur case blanche c2 · Dame blanche sur case noire d2 · Pion blanc sur case noire h2 · Roi blanc sur case blanche b1 · Tour blanche sur case blanche d1 | 5 |
| 4 | Roi noir sur case noire f8 · Tour noire sur case noire h8 · Tour noire sur case noire c7 · Pion noir sur case blanche f7 · Pion noir sur case blanche h7 · Pion noir sur case blanche g6 · Tour blanche sur case blanche b5 · Pion noir sur case noire e5 · Cavalier blanc sur case blanche f5 · Fou noir sur case noire g5 · Pion blanc sur case blanche e4 · Pion blanc sur case blanche b3 · Cavalier blanc sur case noire c3 · Dame noire sur case blanche f3 · Pion blanc sur case blanche a2 · Pion blanc sur case blanche c2 · Dame blanche sur case noire d2 · Pion blanc sur case noire h2 · Roi blanc sur case blanche b1 · Tour blanche sur case blanche d1 | Roi noir sur case noire f8 · Tour noire sur case noire h8 · Tour noire sur case noire c7 · Pion noir sur case blanche f7 · Pion noir sur case blanche h7 · Pion noir sur case blanche g6 · Tour blanche sur case blanche b5 · Pion noir sur case noire e5 · Cavalier blanc sur case blanche f5 · Fou noir sur case noire g5 · Pion blanc sur case blanche e4 · Pion blanc sur case blanche b3 · Cavalier blanc sur case noire c3 · Dame noire sur case blanche f3 · Pion blanc sur case blanche a2 · Pion blanc sur case blanche c2 · Dame blanche sur case noire d2 · Pion blanc sur case noire h2 · Roi blanc sur case blanche b1 · Tour blanche sur case blanche d1 | Roi noir sur case noire f8 · Tour noire sur case noire h8 · Tour noire sur case noire c7 · Pion noir sur case blanche f7 · Pion noir sur case blanche h7 · Pion noir sur case blanche g6 · Tour blanche sur case blanche b5 · Pion noir sur case noire e5 · Cavalier blanc sur case blanche f5 · Fou noir sur case noire g5 · Pion blanc sur case blanche e4 · Pion blanc sur case blanche b3 · Cavalier blanc sur case noire c3 · Dame noire sur case blanche f3 · Pion blanc sur case blanche a2 · Pion blanc sur case blanche c2 · Dame blanche sur case noire d2 · Pion blanc sur case noire h2 · Roi blanc sur case blanche b1 · Tour blanche sur case blanche d1 | Roi noir sur case noire f8 · Tour noire sur case noire h8 · Tour noire sur case noire c7 · Pion noir sur case blanche f7 · Pion noir sur case blanche h7 · Pion noir sur case blanche g6 · Tour blanche sur case blanche b5 · Pion noir sur case noire e5 · Cavalier blanc sur case blanche f5 · Fou noir sur case noire g5 · Pion blanc sur case blanche e4 · Pion blanc sur case blanche b3 · Cavalier blanc sur case noire c3 · Dame noire sur case blanche f3 · Pion blanc sur case blanche a2 · Pion blanc sur case blanche c2 · Dame blanche sur case noire d2 · Pion blanc sur case noire h2 · Roi blanc sur case blanche b1 · Tour blanche sur case blanche d1 | Roi noir sur case noire f8 · Tour noire sur case noire h8 · Tour noire sur case noire c7 · Pion noir sur case blanche f7 · Pion noir sur case blanche h7 · Pion noir sur case blanche g6 · Tour blanche sur case blanche b5 · Pion noir sur case noire e5 · Cavalier blanc sur case blanche f5 · Fou noir sur case noire g5 · Pion blanc sur case blanche e4 · Pion blanc sur case blanche b3 · Cavalier blanc sur case noire c3 · Dame noire sur case blanche f3 · Pion blanc sur case blanche a2 · Pion blanc sur case blanche c2 · Dame blanche sur case noire d2 · Pion blanc sur case noire h2 · Roi blanc sur case blanche b1 · Tour blanche sur case blanche d1 | Roi noir sur case noire f8 · Tour noire sur case noire h8 · Tour noire sur case noire c7 · Pion noir sur case blanche f7 · Pion noir sur case blanche h7 · Pion noir sur case blanche g6 · Tour blanche sur case blanche b5 · Pion noir sur case noire e5 · Cavalier blanc sur case blanche f5 · Fou noir sur case noire g5 · Pion blanc sur case blanche e4 · Pion blanc sur case blanche b3 · Cavalier blanc sur case noire c3 · Dame noire sur case blanche f3 · Pion blanc sur case blanche a2 · Pion blanc sur case blanche c2 · Dame blanche sur case noire d2 · Pion blanc sur case noire h2 · Roi blanc sur case blanche b1 · Tour blanche sur case blanche d1 | Roi noir sur case noire f8 · Tour noire sur case noire h8 · Tour noire sur case noire c7 · Pion noir sur case blanche f7 · Pion noir sur case blanche h7 · Pion noir sur case blanche g6 · Tour blanche sur case blanche b5 · Pion noir sur case noire e5 · Cavalier blanc sur case blanche f5 · Fou noir sur case noire g5 · Pion blanc sur case blanche e4 · Pion blanc sur case blanche b3 · Cavalier blanc sur case noire c3 · Dame noire sur case blanche f3 · Pion blanc sur case blanche a2 · Pion blanc sur case blanche c2 · Dame blanche sur case noire d2 · Pion blanc sur case noire h2 · Roi blanc sur case blanche b1 · Tour blanche sur case blanche d1 | Roi noir sur case noire f8 · Tour noire sur case noire h8 · Tour noire sur case noire c7 · Pion noir sur case blanche f7 · Pion noir sur case blanche h7 · Pion noir sur case blanche g6 · Tour blanche sur case blanche b5 · Pion noir sur case noire e5 · Cavalier blanc sur case blanche f5 · Fou noir sur case noire g5 · Pion blanc sur case blanche e4 · Pion blanc sur case blanche b3 · Cavalier blanc sur case noire c3 · Dame noire sur case blanche f3 · Pion blanc sur case blanche a2 · Pion blanc sur case blanche c2 · Dame blanche sur case noire d2 · Pion blanc sur case noire h2 · Roi blanc sur case blanche b1 · Tour blanche sur case blanche d1 | 4 |
| 3 | Roi noir sur case noire f8 · Tour noire sur case noire h8 · Tour noire sur case noire c7 · Pion noir sur case blanche f7 · Pion noir sur case blanche h7 · Pion noir sur case blanche g6 · Tour blanche sur case blanche b5 · Pion noir sur case noire e5 · Cavalier blanc sur case blanche f5 · Fou noir sur case noire g5 · Pion blanc sur case blanche e4 · Pion blanc sur case blanche b3 · Cavalier blanc sur case noire c3 · Dame noire sur case blanche f3 · Pion blanc sur case blanche a2 · Pion blanc sur case blanche c2 · Dame blanche sur case noire d2 · Pion blanc sur case noire h2 · Roi blanc sur case blanche b1 · Tour blanche sur case blanche d1 | Roi noir sur case noire f8 · Tour noire sur case noire h8 · Tour noire sur case noire c7 · Pion noir sur case blanche f7 · Pion noir sur case blanche h7 · Pion noir sur case blanche g6 · Tour blanche sur case blanche b5 · Pion noir sur case noire e5 · Cavalier blanc sur case blanche f5 · Fou noir sur case noire g5 · Pion blanc sur case blanche e4 · Pion blanc sur case blanche b3 · Cavalier blanc sur case noire c3 · Dame noire sur case blanche f3 · Pion blanc sur case blanche a2 · Pion blanc sur case blanche c2 · Dame blanche sur case noire d2 · Pion blanc sur case noire h2 · Roi blanc sur case blanche b1 · Tour blanche sur case blanche d1 | Roi noir sur case noire f8 · Tour noire sur case noire h8 · Tour noire sur case noire c7 · Pion noir sur case blanche f7 · Pion noir sur case blanche h7 · Pion noir sur case blanche g6 · Tour blanche sur case blanche b5 · Pion noir sur case noire e5 · Cavalier blanc sur case blanche f5 · Fou noir sur case noire g5 · Pion blanc sur case blanche e4 · Pion blanc sur case blanche b3 · Cavalier blanc sur case noire c3 · Dame noire sur case blanche f3 · Pion blanc sur case blanche a2 · Pion blanc sur case blanche c2 · Dame blanche sur case noire d2 · Pion blanc sur case noire h2 · Roi blanc sur case blanche b1 · Tour blanche sur case blanche d1 | Roi noir sur case noire f8 · Tour noire sur case noire h8 · Tour noire sur case noire c7 · Pion noir sur case blanche f7 · Pion noir sur case blanche h7 · Pion noir sur case blanche g6 · Tour blanche sur case blanche b5 · Pion noir sur case noire e5 · Cavalier blanc sur case blanche f5 · Fou noir sur case noire g5 · Pion blanc sur case blanche e4 · Pion blanc sur case blanche b3 · Cavalier blanc sur case noire c3 · Dame noire sur case blanche f3 · Pion blanc sur case blanche a2 · Pion blanc sur case blanche c2 · Dame blanche sur case noire d2 · Pion blanc sur case noire h2 · Roi blanc sur case blanche b1 · Tour blanche sur case blanche d1 | Roi noir sur case noire f8 · Tour noire sur case noire h8 · Tour noire sur case noire c7 · Pion noir sur case blanche f7 · Pion noir sur case blanche h7 · Pion noir sur case blanche g6 · Tour blanche sur case blanche b5 · Pion noir sur case noire e5 · Cavalier blanc sur case blanche f5 · Fou noir sur case noire g5 · Pion blanc sur case blanche e4 · Pion blanc sur case blanche b3 · Cavalier blanc sur case noire c3 · Dame noire sur case blanche f3 · Pion blanc sur case blanche a2 · Pion blanc sur case blanche c2 · Dame blanche sur case noire d2 · Pion blanc sur case noire h2 · Roi blanc sur case blanche b1 · Tour blanche sur case blanche d1 | Roi noir sur case noire f8 · Tour noire sur case noire h8 · Tour noire sur case noire c7 · Pion noir sur case blanche f7 · Pion noir sur case blanche h7 · Pion noir sur case blanche g6 · Tour blanche sur case blanche b5 · Pion noir sur case noire e5 · Cavalier blanc sur case blanche f5 · Fou noir sur case noire g5 · Pion blanc sur case blanche e4 · Pion blanc sur case blanche b3 · Cavalier blanc sur case noire c3 · Dame noire sur case blanche f3 · Pion blanc sur case blanche a2 · Pion blanc sur case blanche c2 · Dame blanche sur case noire d2 · Pion blanc sur case noire h2 · Roi blanc sur case blanche b1 · Tour blanche sur case blanche d1 | Roi noir sur case noire f8 · Tour noire sur case noire h8 · Tour noire sur case noire c7 · Pion noir sur case blanche f7 · Pion noir sur case blanche h7 · Pion noir sur case blanche g6 · Tour blanche sur case blanche b5 · Pion noir sur case noire e5 · Cavalier blanc sur case blanche f5 · Fou noir sur case noire g5 · Pion blanc sur case blanche e4 · Pion blanc sur case blanche b3 · Cavalier blanc sur case noire c3 · Dame noire sur case blanche f3 · Pion blanc sur case blanche a2 · Pion blanc sur case blanche c2 · Dame blanche sur case noire d2 · Pion blanc sur case noire h2 · Roi blanc sur case blanche b1 · Tour blanche sur case blanche d1 | Roi noir sur case noire f8 · Tour noire sur case noire h8 · Tour noire sur case noire c7 · Pion noir sur case blanche f7 · Pion noir sur case blanche h7 · Pion noir sur case blanche g6 · Tour blanche sur case blanche b5 · Pion noir sur case noire e5 · Cavalier blanc sur case blanche f5 · Fou noir sur case noire g5 · Pion blanc sur case blanche e4 · Pion blanc sur case blanche b3 · Cavalier blanc sur case noire c3 · Dame noire sur case blanche f3 · Pion blanc sur case blanche a2 · Pion blanc sur case blanche c2 · Dame blanche sur case noire d2 · Pion blanc sur case noire h2 · Roi blanc sur case blanche b1 · Tour blanche sur case blanche d1 | 3 |
| 2 | Roi noir sur case noire f8 · Tour noire sur case noire h8 · Tour noire sur case noire c7 · Pion noir sur case blanche f7 · Pion noir sur case blanche h7 · Pion noir sur case blanche g6 · Tour blanche sur case blanche b5 · Pion noir sur case noire e5 · Cavalier blanc sur case blanche f5 · Fou noir sur case noire g5 · Pion blanc sur case blanche e4 · Pion blanc sur case blanche b3 · Cavalier blanc sur case noire c3 · Dame noire sur case blanche f3 · Pion blanc sur case blanche a2 · Pion blanc sur case blanche c2 · Dame blanche sur case noire d2 · Pion blanc sur case noire h2 · Roi blanc sur case blanche b1 · Tour blanche sur case blanche d1 | Roi noir sur case noire f8 · Tour noire sur case noire h8 · Tour noire sur case noire c7 · Pion noir sur case blanche f7 · Pion noir sur case blanche h7 · Pion noir sur case blanche g6 · Tour blanche sur case blanche b5 · Pion noir sur case noire e5 · Cavalier blanc sur case blanche f5 · Fou noir sur case noire g5 · Pion blanc sur case blanche e4 · Pion blanc sur case blanche b3 · Cavalier blanc sur case noire c3 · Dame noire sur case blanche f3 · Pion blanc sur case blanche a2 · Pion blanc sur case blanche c2 · Dame blanche sur case noire d2 · Pion blanc sur case noire h2 · Roi blanc sur case blanche b1 · Tour blanche sur case blanche d1 | Roi noir sur case noire f8 · Tour noire sur case noire h8 · Tour noire sur case noire c7 · Pion noir sur case blanche f7 · Pion noir sur case blanche h7 · Pion noir sur case blanche g6 · Tour blanche sur case blanche b5 · Pion noir sur case noire e5 · Cavalier blanc sur case blanche f5 · Fou noir sur case noire g5 · Pion blanc sur case blanche e4 · Pion blanc sur case blanche b3 · Cavalier blanc sur case noire c3 · Dame noire sur case blanche f3 · Pion blanc sur case blanche a2 · Pion blanc sur case blanche c2 · Dame blanche sur case noire d2 · Pion blanc sur case noire h2 · Roi blanc sur case blanche b1 · Tour blanche sur case blanche d1 | Roi noir sur case noire f8 · Tour noire sur case noire h8 · Tour noire sur case noire c7 · Pion noir sur case blanche f7 · Pion noir sur case blanche h7 · Pion noir sur case blanche g6 · Tour blanche sur case blanche b5 · Pion noir sur case noire e5 · Cavalier blanc sur case blanche f5 · Fou noir sur case noire g5 · Pion blanc sur case blanche e4 · Pion blanc sur case blanche b3 · Cavalier blanc sur case noire c3 · Dame noire sur case blanche f3 · Pion blanc sur case blanche a2 · Pion blanc sur case blanche c2 · Dame blanche sur case noire d2 · Pion blanc sur case noire h2 · Roi blanc sur case blanche b1 · Tour blanche sur case blanche d1 | Roi noir sur case noire f8 · Tour noire sur case noire h8 · Tour noire sur case noire c7 · Pion noir sur case blanche f7 · Pion noir sur case blanche h7 · Pion noir sur case blanche g6 · Tour blanche sur case blanche b5 · Pion noir sur case noire e5 · Cavalier blanc sur case blanche f5 · Fou noir sur case noire g5 · Pion blanc sur case blanche e4 · Pion blanc sur case blanche b3 · Cavalier blanc sur case noire c3 · Dame noire sur case blanche f3 · Pion blanc sur case blanche a2 · Pion blanc sur case blanche c2 · Dame blanche sur case noire d2 · Pion blanc sur case noire h2 · Roi blanc sur case blanche b1 · Tour blanche sur case blanche d1 | Roi noir sur case noire f8 · Tour noire sur case noire h8 · Tour noire sur case noire c7 · Pion noir sur case blanche f7 · Pion noir sur case blanche h7 · Pion noir sur case blanche g6 · Tour blanche sur case blanche b5 · Pion noir sur case noire e5 · Cavalier blanc sur case blanche f5 · Fou noir sur case noire g5 · Pion blanc sur case blanche e4 · Pion blanc sur case blanche b3 · Cavalier blanc sur case noire c3 · Dame noire sur case blanche f3 · Pion blanc sur case blanche a2 · Pion blanc sur case blanche c2 · Dame blanche sur case noire d2 · Pion blanc sur case noire h2 · Roi blanc sur case blanche b1 · Tour blanche sur case blanche d1 | Roi noir sur case noire f8 · Tour noire sur case noire h8 · Tour noire sur case noire c7 · Pion noir sur case blanche f7 · Pion noir sur case blanche h7 · Pion noir sur case blanche g6 · Tour blanche sur case blanche b5 · Pion noir sur case noire e5 · Cavalier blanc sur case blanche f5 · Fou noir sur case noire g5 · Pion blanc sur case blanche e4 · Pion blanc sur case blanche b3 · Cavalier blanc sur case noire c3 · Dame noire sur case blanche f3 · Pion blanc sur case blanche a2 · Pion blanc sur case blanche c2 · Dame blanche sur case noire d2 · Pion blanc sur case noire h2 · Roi blanc sur case blanche b1 · Tour blanche sur case blanche d1 | Roi noir sur case noire f8 · Tour noire sur case noire h8 · Tour noire sur case noire c7 · Pion noir sur case blanche f7 · Pion noir sur case blanche h7 · Pion noir sur case blanche g6 · Tour blanche sur case blanche b5 · Pion noir sur case noire e5 · Cavalier blanc sur case blanche f5 · Fou noir sur case noire g5 · Pion blanc sur case blanche e4 · Pion blanc sur case blanche b3 · Cavalier blanc sur case noire c3 · Dame noire sur case blanche f3 · Pion blanc sur case blanche a2 · Pion blanc sur case blanche c2 · Dame blanche sur case noire d2 · Pion blanc sur case noire h2 · Roi blanc sur case blanche b1 · Tour blanche sur case blanche d1 | 2 |
| 1 | Roi noir sur case noire f8 · Tour noire sur case noire h8 · Tour noire sur case noire c7 · Pion noir sur case blanche f7 · Pion noir sur case blanche h7 · Pion noir sur case blanche g6 · Tour blanche sur case blanche b5 · Pion noir sur case noire e5 · Cavalier blanc sur case blanche f5 · Fou noir sur case noire g5 · Pion blanc sur case blanche e4 · Pion blanc sur case blanche b3 · Cavalier blanc sur case noire c3 · Dame noire sur case blanche f3 · Pion blanc sur case blanche a2 · Pion blanc sur case blanche c2 · Dame blanche sur case noire d2 · Pion blanc sur case noire h2 · Roi blanc sur case blanche b1 · Tour blanche sur case blanche d1 | Roi noir sur case noire f8 · Tour noire sur case noire h8 · Tour noire sur case noire c7 · Pion noir sur case blanche f7 · Pion noir sur case blanche h7 · Pion noir sur case blanche g6 · Tour blanche sur case blanche b5 · Pion noir sur case noire e5 · Cavalier blanc sur case blanche f5 · Fou noir sur case noire g5 · Pion blanc sur case blanche e4 · Pion blanc sur case blanche b3 · Cavalier blanc sur case noire c3 · Dame noire sur case blanche f3 · Pion blanc sur case blanche a2 · Pion blanc sur case blanche c2 · Dame blanche sur case noire d2 · Pion blanc sur case noire h2 · Roi blanc sur case blanche b1 · Tour blanche sur case blanche d1 | Roi noir sur case noire f8 · Tour noire sur case noire h8 · Tour noire sur case noire c7 · Pion noir sur case blanche f7 · Pion noir sur case blanche h7 · Pion noir sur case blanche g6 · Tour blanche sur case blanche b5 · Pion noir sur case noire e5 · Cavalier blanc sur case blanche f5 · Fou noir sur case noire g5 · Pion blanc sur case blanche e4 · Pion blanc sur case blanche b3 · Cavalier blanc sur case noire c3 · Dame noire sur case blanche f3 · Pion blanc sur case blanche a2 · Pion blanc sur case blanche c2 · Dame blanche sur case noire d2 · Pion blanc sur case noire h2 · Roi blanc sur case blanche b1 · Tour blanche sur case blanche d1 | Roi noir sur case noire f8 · Tour noire sur case noire h8 · Tour noire sur case noire c7 · Pion noir sur case blanche f7 · Pion noir sur case blanche h7 · Pion noir sur case blanche g6 · Tour blanche sur case blanche b5 · Pion noir sur case noire e5 · Cavalier blanc sur case blanche f5 · Fou noir sur case noire g5 · Pion blanc sur case blanche e4 · Pion blanc sur case blanche b3 · Cavalier blanc sur case noire c3 · Dame noire sur case blanche f3 · Pion blanc sur case blanche a2 · Pion blanc sur case blanche c2 · Dame blanche sur case noire d2 · Pion blanc sur case noire h2 · Roi blanc sur case blanche b1 · Tour blanche sur case blanche d1 | Roi noir sur case noire f8 · Tour noire sur case noire h8 · Tour noire sur case noire c7 · Pion noir sur case blanche f7 · Pion noir sur case blanche h7 · Pion noir sur case blanche g6 · Tour blanche sur case blanche b5 · Pion noir sur case noire e5 · Cavalier blanc sur case blanche f5 · Fou noir sur case noire g5 · Pion blanc sur case blanche e4 · Pion blanc sur case blanche b3 · Cavalier blanc sur case noire c3 · Dame noire sur case blanche f3 · Pion blanc sur case blanche a2 · Pion blanc sur case blanche c2 · Dame blanche sur case noire d2 · Pion blanc sur case noire h2 · Roi blanc sur case blanche b1 · Tour blanche sur case blanche d1 | Roi noir sur case noire f8 · Tour noire sur case noire h8 · Tour noire sur case noire c7 · Pion noir sur case blanche f7 · Pion noir sur case blanche h7 · Pion noir sur case blanche g6 · Tour blanche sur case blanche b5 · Pion noir sur case noire e5 · Cavalier blanc sur case blanche f5 · Fou noir sur case noire g5 · Pion blanc sur case blanche e4 · Pion blanc sur case blanche b3 · Cavalier blanc sur case noire c3 · Dame noire sur case blanche f3 · Pion blanc sur case blanche a2 · Pion blanc sur case blanche c2 · Dame blanche sur case noire d2 · Pion blanc sur case noire h2 · Roi blanc sur case blanche b1 · Tour blanche sur case blanche d1 | Roi noir sur case noire f8 · Tour noire sur case noire h8 · Tour noire sur case noire c7 · Pion noir sur case blanche f7 · Pion noir sur case blanche h7 · Pion noir sur case blanche g6 · Tour blanche sur case blanche b5 · Pion noir sur case noire e5 · Cavalier blanc sur case blanche f5 · Fou noir sur case noire g5 · Pion blanc sur case blanche e4 · Pion blanc sur case blanche b3 · Cavalier blanc sur case noire c3 · Dame noire sur case blanche f3 · Pion blanc sur case blanche a2 · Pion blanc sur case blanche c2 · Dame blanche sur case noire d2 · Pion blanc sur case noire h2 · Roi blanc sur case blanche b1 · Tour blanche sur case blanche d1 | Roi noir sur case noire f8 · Tour noire sur case noire h8 · Tour noire sur case noire c7 · Pion noir sur case blanche f7 · Pion noir sur case blanche h7 · Pion noir sur case blanche g6 · Tour blanche sur case blanche b5 · Pion noir sur case noire e5 · Cavalier blanc sur case blanche f5 · Fou noir sur case noire g5 · Pion blanc sur case blanche e4 · Pion blanc sur case blanche b3 · Cavalier blanc sur case noire c3 · Dame noire sur case blanche f3 · Pion blanc sur case blanche a2 · Pion blanc sur case blanche c2 · Dame blanche sur case noire d2 · Pion blanc sur case noire h2 · Roi blanc sur case blanche b1 · Tour blanche sur case blanche d1 | 1 |
|   | a | b | c | d | e | f | g | h |   |

19…Fe7 20.Fa7 Ta8 21.Fb5 Db7 22.Dxa4 Txa7 23.Ca5 Dc7 24.Thd1 Fxb5 25.Dxb5+ Rf8 26.Rb1!
Le roi défend lui-même son roque, ce qui permet au cavalier de se consacrer à d'autres tâches.
26…g6 27.Cc4 Tb7 28.Da4 Db8 29.b3 Ta7 30.Dc6 Tc7 31.Tb5!
Les noirs ne peuvent permettre les simplifications qui découleraient de 31…Txb5, car les pions blancs de l'aile dame sont beaucoup trop forts.
31…Da7 32.Dd5 Df2 33.Dd2 Df3 34.Cxd6 Fxg5 35.Cf5! (diagramme)
Si les noirs prennent la dame, il suit 36.Tb8+ Tc8 37.Txc8#, avec un mat du couloir.
35…Tc8
Morozevich renforce logiquement la huitième rangée, mais ce n'est pas suffisant.
36.Tb8! 1-0 (les noirs abandonnent).
Sur 36…Txb8, il suit 37.Dd6+ Re8 38.Dxb8+ Fd8 39.Txd8#.